# 樺太
樺太（からふと）またはサハリン（ロシア語: Сахалин, ラテン文字転写: Sakhalin ロシア語発音: [səxɐˈlʲin]）は、ユーラシア東方、オホーツク海の南西部にある島。南北約948 km、東西約160 kmで南北に細長く、面積は約76,400 km2で、北海道（78,073 km2）よりやや小さい。樺太島（からふととう）、サハリン島（サハリンとう、ロシア語: Остров Сахали́н, ラテン文字転写: Ostrov Sakhalin）ともいう。日本が実効支配していた頃は樺太という名称以外ではサガレンが一般的に用いられていた。
樺太は、北部と南部でそれぞれ異なる沿革を経たため、ここでは北緯50度線以北を「北樺太」（または「北サハリン」）、以南を「南樺太」と表記する。

## 概要
近世以前、樺太にはアイヌ、ウィルタ、ニヴフなどの先住民が居住しており、主権国家の支配は及んでいなかった。
近代以降、樺太の南に隣接する日本と、北西に隣接するロシアとが競って樺太への領土拡張を求めて植民を進め、多くの日本人とロシア人が樺太へ移住するようになった。
1855年（安政2年）の日露和親条約では樺太には明確な国境が設けられず、日本とロシアとが混住する土地のままとされた。
1875年（明治8年）の樺太千島交換条約によって、以前から日本領であった北方領土にくわえて千島列島（得撫島から占守島）を日本領とする代わりに、樺太の全土がロシア領と定められた。
1905年（明治38年）から1945年（昭和20年）までは、北緯50度線を境に、樺太の南半分（南樺太）を「樺太（カラフト）」として日本が、北半分（北樺太、北サハリン）を「サハリン（ロシア語：Сахалин）」としてロシア及びソビエト連邦が領有していた。日本領有下においては、南樺太およびその付属島嶼を指す行政区画名として「樺太庁」が使用された。
第二次世界大戦末期、沖縄県における沖縄戦に続いて、日本本土（内地）最後の市街戦が行われた地である（1945年8月の樺太の戦い）。
戦後はソビエト連邦及びロシア連邦が樺太南部も実効支配している。人口約50万人で最大都市はサハリン州の州都でもあるユジノサハリンスク（人口約20万人。日本名: 豊原）。現在、サハリンプロジェクトが進められている。

## 名称
「からふと」の名の語源は、古くより諸説あり、今のところ決着はついていない。
樺太アイヌ語では、「陸地の国土」を意味するヤンケモシㇼ（樺太アイヌ語: Yankemosir）またはカラㇷト（樺太アイヌ語: Karahto）と呼ばれ、北海道アイヌ語ではカラㇷ゚ト （アイヌ語: Karapto） と呼ばれる。
ニヴフ語では、「遊ぶ土地」を意味する lermif か、語源不明の əɣmif と呼ばれる。
また、日本語の「唐人（からひと）」がなまって「からふと」となったとの説もある。
古くは「からと」とも書かれた。1646年（正保3年）に成立した松前藩の歴史書『新羅之記録』に「唐渡之嶋」として見え、正保日本図にも「からとの嶋」が描かれている。1669年（寛文9年）の史料では「からふと」（「奉言上覚」『津軽一統志』）「からふとの島」（『蝦夷蜂起注進書』）という表記が確認できる。1700年（元禄13年）の『松前島郷帳』には「からと嶋」とある。1704年（宝永元年）に蝦夷地へ渡った正光空念の史料では「からふと」「からふと嶋」という表記が多いものの、「唐ふとう嶋」「からふとふしま」「からとのしま」といった表記も見られる。
1783年（天明3年）の『加模西葛杜加国風説考』では「カラフトの北にサカリインといふ大嶋有」とし、同書の付図では「カラフト」を大陸と地続きの半島として描き、別に「サカリイン」を島として描いている。1785年（同5年）の『三国通覧図説』においても「カラフト嶋」は大陸の半島として描かれ、別に「北海中ノ一大国」として「サガリイン」を描いている。1808年（文化5年）から1809年（文化6年）に亘って行われた間宮林蔵等の調査により樺太が島である事が確認された、1809年（文化6年）以降は東西の蝦夷地に対して北蝦夷地とも呼ばれた（それ以前は西蝦夷地に含まれた）。その後、明治政府が北海道開拓使を設置するにあたり「樺太」という漢字表記が定められる。
「サハリン」（古くは「サガレン」と表記）という名称は、清の皇帝が3人のイエズス会修道士に命じた清国版図測量の際に、黒竜江（満州語名：ᠰᠠᡥᠠᠯᡳᠶᠠᠨ
ᡠᠯᠠ 転写：sahaliyan ula、サハリヤン・ウラ）河口の対岸に島があると聞き、そこを満州語でサハリヤン・ウラ・アンガ・ハダ（ᠰᠠᡥᠠᠯᡳᠶᠠᠨ
ᡠᠯᠠ
ᠠᠩᡤᠠ
ᡥᠠᡩᠠ 転写：sahaliyan ula angga hada、「黒竜江の対岸の島」）と呼んだことに由来する。ポーツマス条約調印以降の日本では、単に「樺太」と言えば南樺太を指したため、北樺太を指してサガレン（薩哈嗹）と呼ぶ場合もあった。「サガレン州派遣軍」などは、その一例である。
中国語では清の時代の呼び名である「庫頁島」（くげちとう、クーイェダオ、拼音: Kùyèdǎo, 由来は苦夷）と呼ばれる。また、ロシア語の音訳である「薩哈林島」（サハリンダオ）も使われる。

## 地理

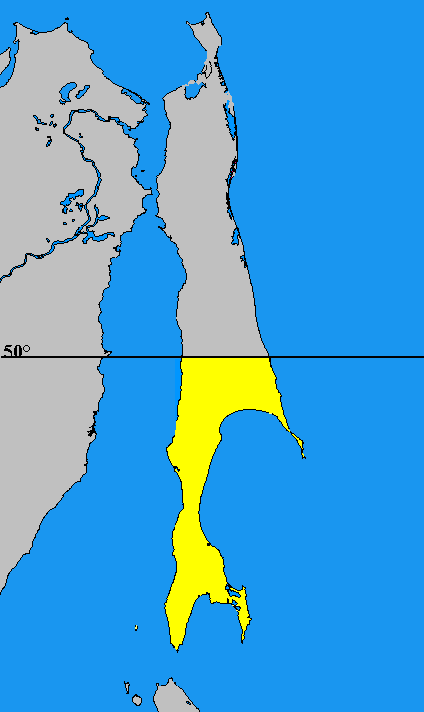
50度線が強調されている樺太の地図

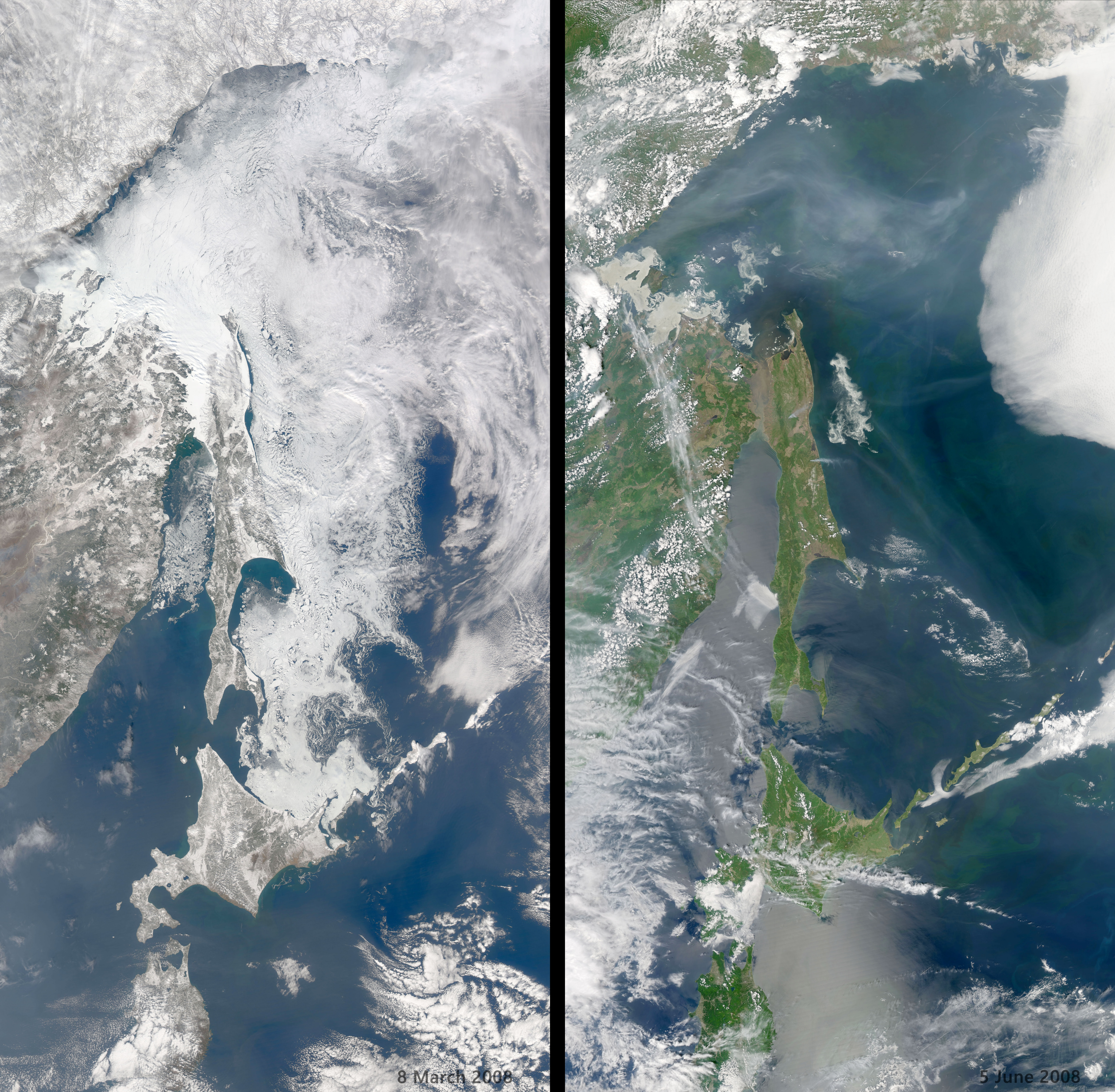
冬 (左) と夏 (右) の樺太と周辺の衛星写真

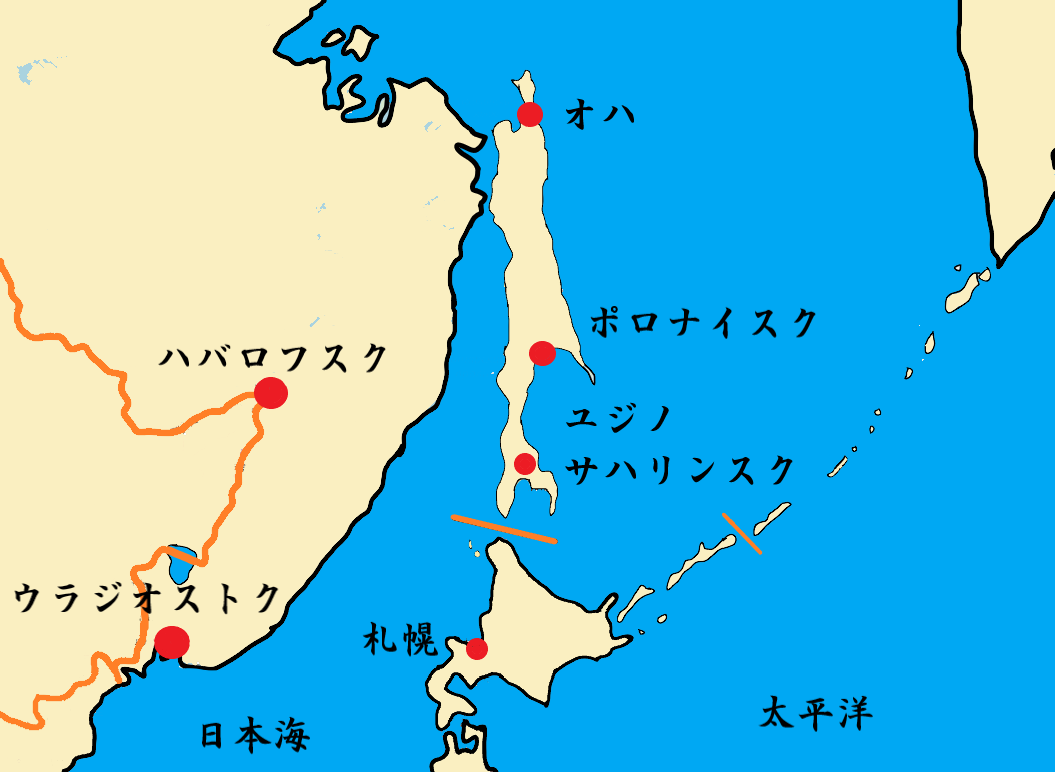
樺太と周辺の町

樺太は、ユーラシア大陸の東方、北海道の北方に位置しており、北緯45度54分から54度20分、東経141度38分から144度45分にかけて広がる島である。島は南北に細長く、東西の幅が最大で約160 km（最狭部は約26 km）であるのに対し、南北は約948 kmにも及ぶ。島の面積は北海道よりやや小さく76,400 km2である（北海道本島の面積は77,981.87 km2）。その面積のうちの約70%は山岳地帯によって占められており、平地は北部に集中している。
樺太は、南の北海道とは宗谷海峡により、また、西のユーラシア大陸とは間宮海峡により隔てられている。島の北岸および東岸はオホーツク海に面している。なお、2万年ほど前の氷期には海水面が低下しており、今日のユーラシア大陸・樺太・北海道は互いに地続きだったと考えられている。
樺太の最北端は、シュミット半島の先端に位置している鵞小門岬（がおとみさき、別名:エリザベス岬、エリザベート岬とも）である。シュミット半島から西方の樺太北岸から、対岸の大陸側であるアムール川河口地域の北岸までの海岸線を一続きとみると南に湾曲した湾状の海岸線となっている。この湾はサハリン湾と呼ばれている。
南の宗谷海峡に対しては、西側から能登呂半島が、また東側から中知床半島が突き出ており、これら2つの半島の間には南に開く亜庭湾（アニワ湾）がある。能登呂半島の先端は樺太の最南端となる西能登呂岬である。中知床半島の先端は中知床岬である。
樺太の西方はユーラシア大陸との間に間宮海峡が横たわっている。間宮海峡の最狭部は黒龍水道と呼ばれ、その幅は約7.3 kmである。
東方のオホーツク海に対しては、島の中南部から北知床半島が突き出ている。先端の北知床岬から西方は北へ向かって海岸線が湾曲し、その湾は多来加湾（タライカ湾）と呼ばれている。
樺太の気候は亜寒帯モンスーン気候に属する。夏季は湿度が高く、霧が多く発生し、日照時間が少なくなる。冬は日本海側で雪が多くなるものの、オホーツク海側と比較して冷え込みは緩む。南西部は対馬海流（暖流）の影響を受け比較的温暖であり冬季も海は結氷しないが、北東に行くにしたがい東樺太海流（寒流）の影響を受け気温が低く冬季は海が結氷する。オホーツク海側では乾燥し、厳しい寒さとなり、海が氷結すると晴天が続く。また、夏と冬の寒暖の差は大きい。海洋の影響が大きい南樺太と比べ、大陸の影響を受けやすい北樺太は特に気温差が大きく、2018年現在まで観測されている最高気温記録は、ノグリキで1977年7月に観測された39度、最低気温記録はティモフスコエで1980年1月に観測されたマイナス50度であり、寒暖差の大きさがデータでも確認することができる。
植物の分布境界線として北樺太西海岸のヅエと南樺太東岸の内路を結ぶシュミット線が有名であり、日本固有種の分布はこの線より南側で、北側は針葉樹林などシベリア系の様相となっている。動物の分布境界線は八田線（宗谷線）があり、宗谷海峡を挟み樺太と北海道で両生類や爬虫類などの分布が異なっている。
樺太は、石油や天然ガスなどの豊富な地下資源にも恵まれている。
地理的な意味合いでの日本列島の中では、本州、北海道に次ぎ、3番目に大きい島である。

### 主な山岳
- ロパチン山（1,609 m、最高峰）
- 敷香岳（1,375 m）
- 幌登岳（1,259 m）
- 恵須取岳（1,135 m）
- 釜伏山（1,087 m）
- 鈴谷岳（1,045 m）

### 主な湖沼
- 弁連沼（北樺太）
- 多来加湖
- 富内湖
- 来知志湖
- 遠淵湖
- 和愛湖
- 池辺濽湖
- 遠幌湖
- 恩洞湖
- 白鳥湖
- 雄武洞湖
- 塔路湖

### 主な河川
- 幌内川
- 鈴谷川

### 島嶼
- 海馬島
- 海豹島
- 二丈岩

### 民族
北樺太

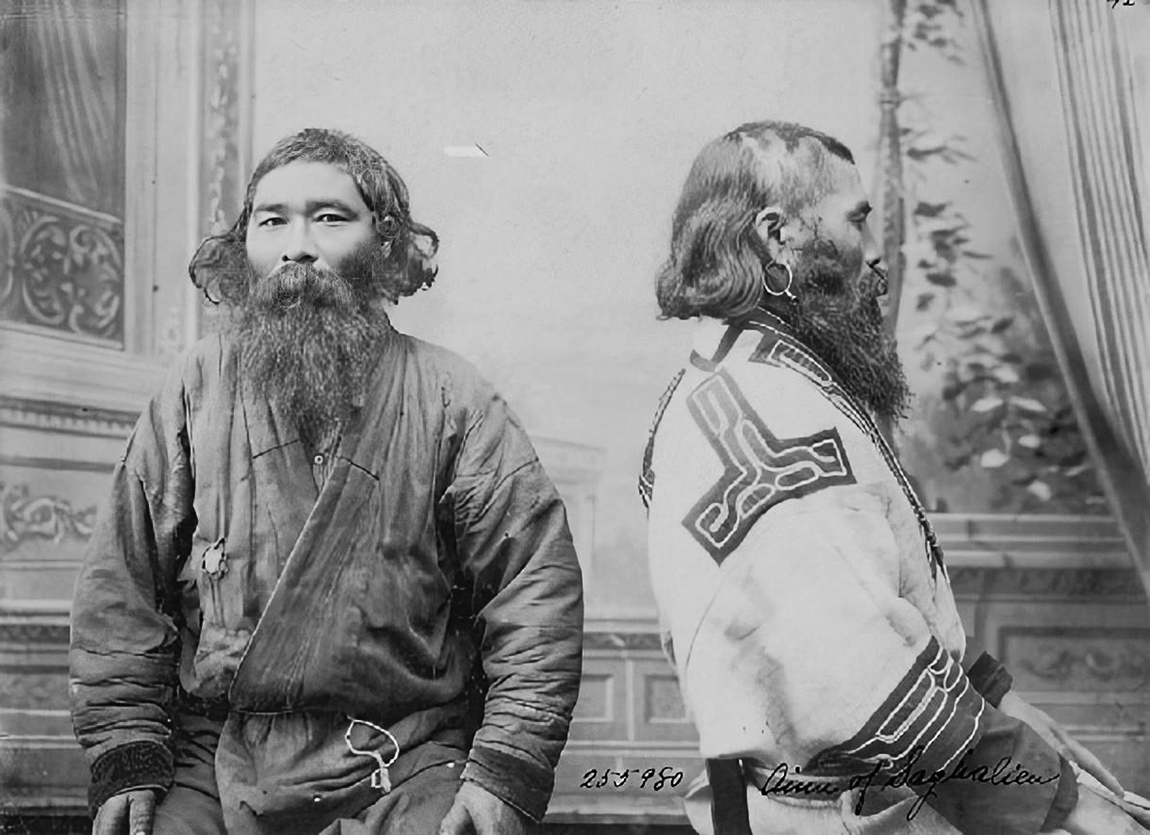
ピウスツキが撮影した樺太アイヌ（1900年代）

ニヴフのほか、東部（幌内川とロモウ川の流域）にはウィルタも居住。
南樺太
樺太アイヌのほか、北東部（幌内川の流域、敷香郡や散江郡など）のウィルタ、ニヴフといった北方少数民族がいる。1905年から1945年までの日本統治下の南樺太では樺太庁はアイヌ（樺太アイヌは当初は樺太土人とされていたが、1932年1月に戸籍法上は内地人となった）を除く樺太先住民（ウィルタ、ニヴフなど）はオタスの杜に集住し戸籍法上は樺太土人と扱って内地人と区別されていたが、日本国籍を付与していた。樺太の先住民は南樺太に居住して日本国籍を与えられていたために、ソ連による樺太占領後は残留せざるを得ない事情を持った者を除き北海道以南に追放されている。日本では終戦後の1945年にアイヌを除く樺太先住民の参政権が停止されたものの、1952年のサンフランシスコ平和条約発効の際に就籍という形で参政権を回復した。現在の樺太住民の中にはアイヌを名乗る者が若干名存在するものの、統計が取られていないために詳細は不明である。

### ギャラリー

樺太の風景
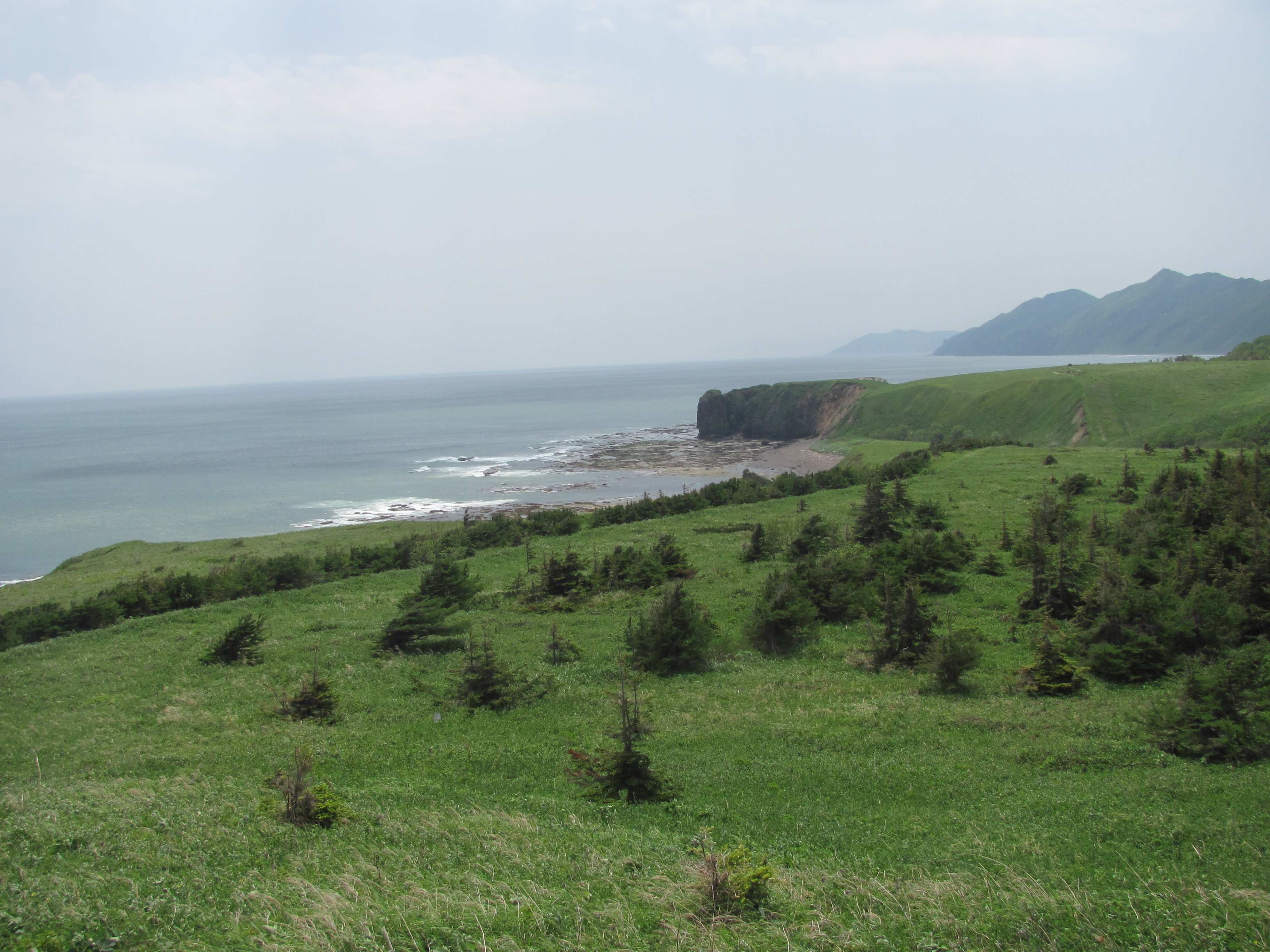
ケープ「ティヒイ」
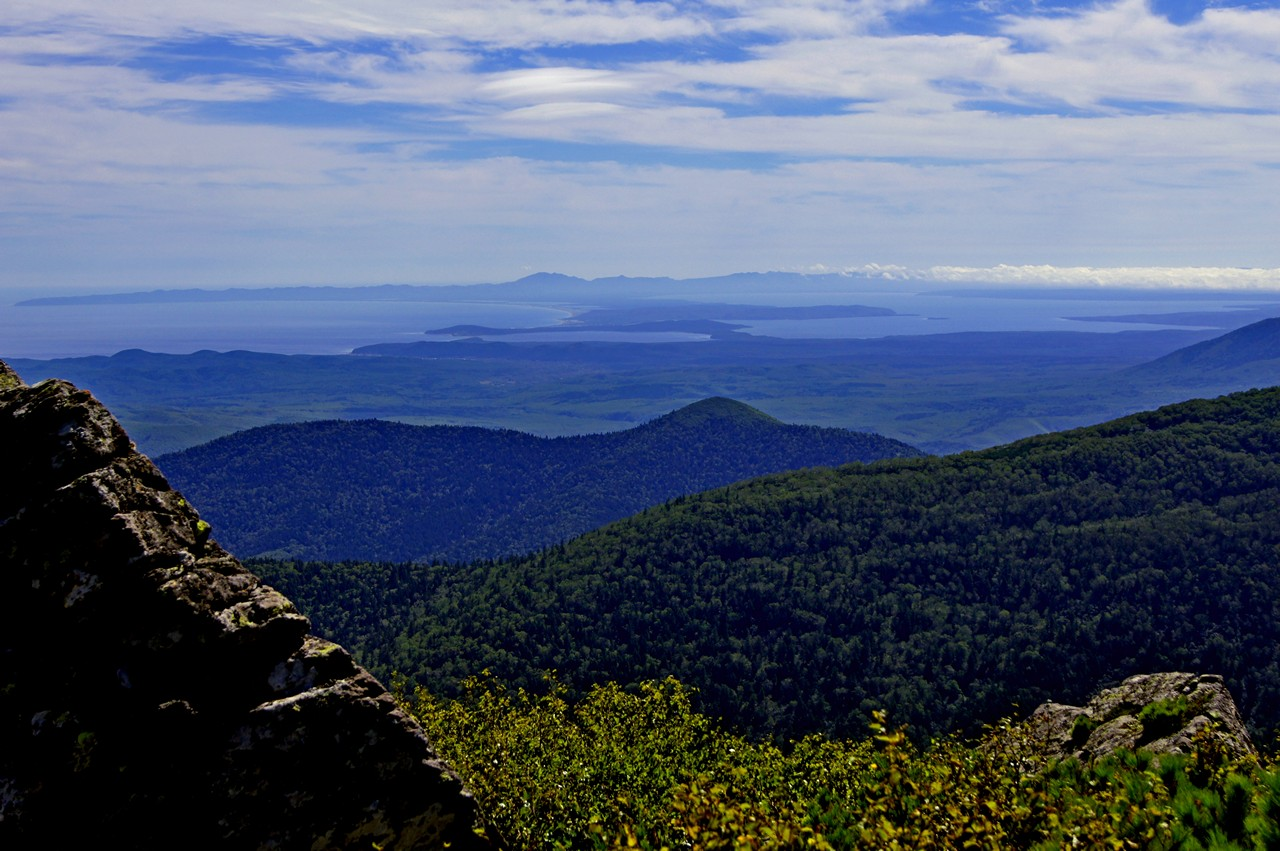
鈴谷岳山頂からの眺め
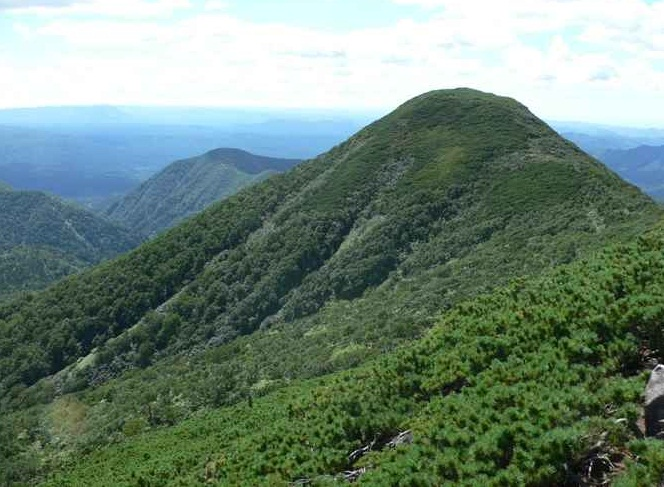
野田寒岳
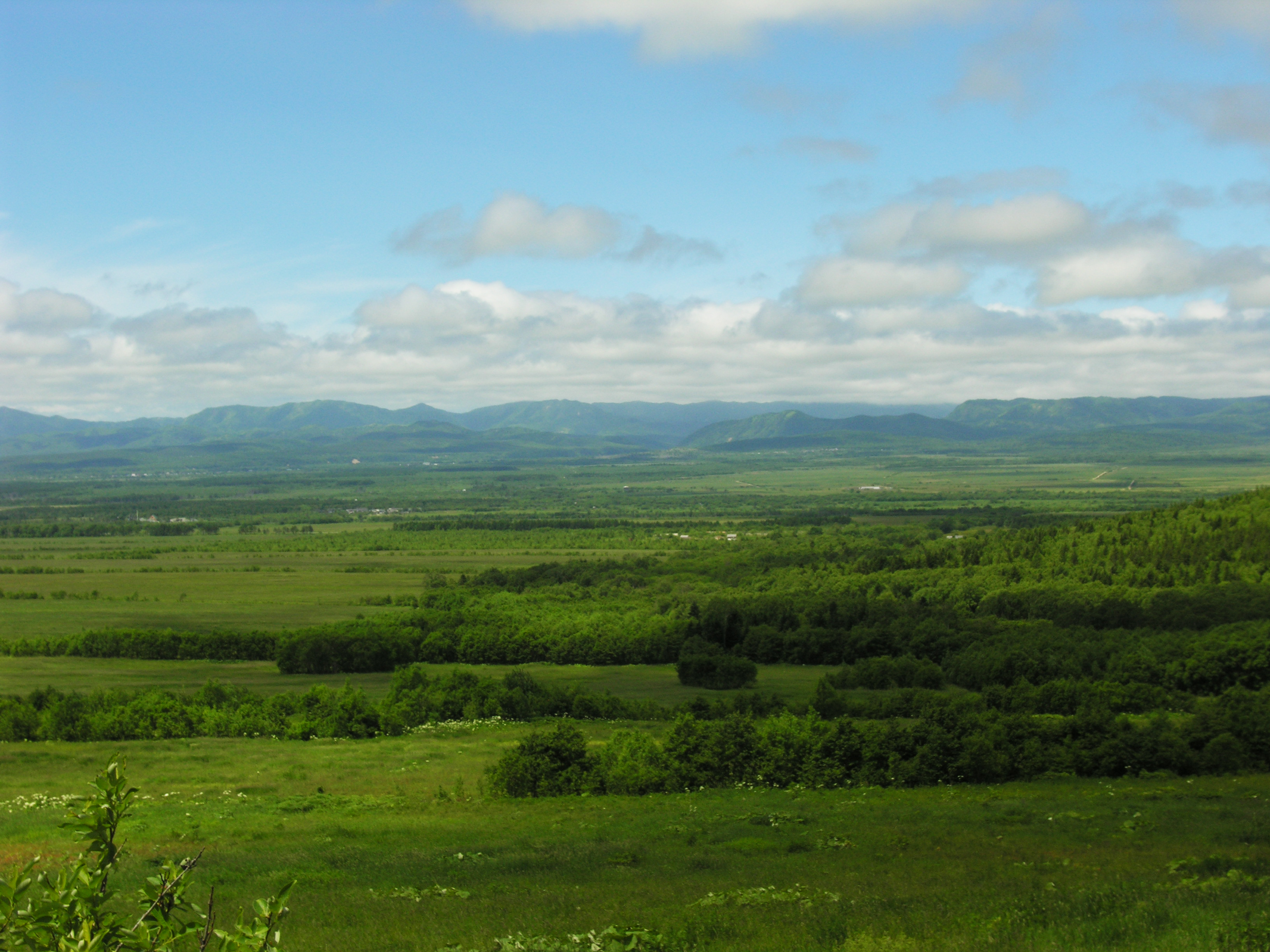
サハリンの背後地
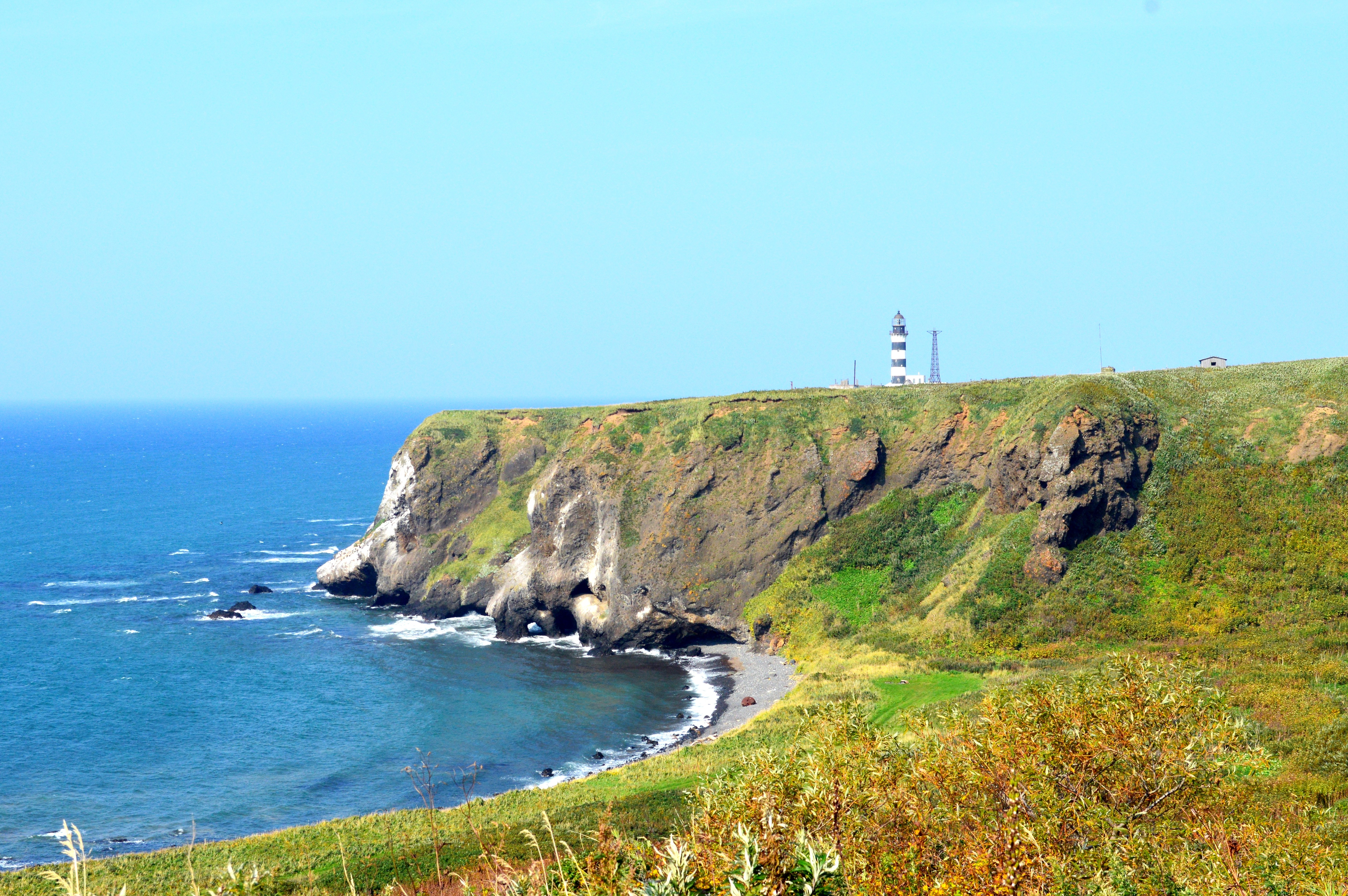
知來岬

### 南樺太

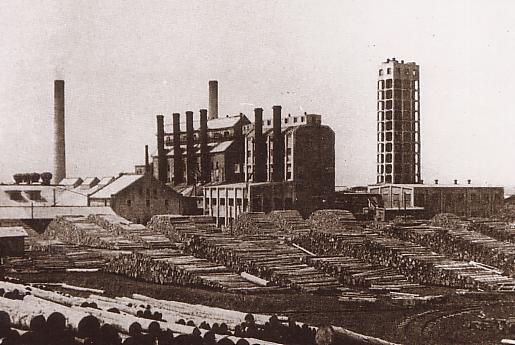
王子製紙豊原工場。

北緯50度線以南を指す南樺太はアイヌの居住地で、ニヴフやウィルタは、50度線に近い東岸の幌内川流域周辺のみに分布する。日本施政下においては樺太と呼ばれる行政区画であった。地方行政官庁として樺太庁が設置され、太平洋戦争中の1942年（昭和17年）に外地から内地へと編入された。人口は1945年（昭和20年）当時、約40万人であった。当時の主要な産業は漁業、農業、林業と製紙業・パルプなどの工業、石炭・石油の採掘業など。南樺太の中心都市は、樺太庁の置かれた豊原市（ユジノサハリンスク）。
1995年（平成7年）より稚内 - コルサコフ - 小樽を結ぶ日露定期航路が開設されており、稚内港より船で渡航が可能である。なお、稚内とコルサコフ間に定期航路が就航したのは50年ぶりである。

#### 石炭産業
1905年、明治政府は、樺太南部から中部までの地層を細かく調査、本州へも移出。塔路町周辺では良質の無煙炭が多く採れた。その富を求めて、人口が増加、塔路小学校では三千名の児童を抱え、六十名の教員が在職、「日本最大の小学校」と言われた。

#### 亜庭湾
樺太の留多加は比較的に温暖であり、農耕にも適しているが、亜庭湾においてホッキガイなどを採取し、採取後には暖を取るためたき火などもしていた。

#### 林業と製紙業
1905年（明治38年）の祖国復帰後、明治政府は蝦夷松・椴松がパルプの原料となることを調査・研究によって突き止め、1914年（大正3年）、第一次世界大戦の特需景気の恩恵を受け急成長を遂げる。王子製紙、富士製紙、樺太工業による三社寡占状態であったが、1933年（昭和8年）に王子製紙が競合二社を吸収合併、王子製品は本州へも移出された。また同時期には木材業者の合併も行われ、樺太木材統制組合が設立された。
森林伐採は、開発と不可分で進行するが島内ですべてを消費できることもなく、木材の島外への移出は活発となった。移出量は、1929年（昭和4年）にピークを迎え約1,300万石を記録。しかしその後は漸減し、第二次世界大戦直前の1941年（昭和16年）には約10万石に落ち込んだ。戦争中は、木材を運搬する船舶が不足し、積み出しが不能になったまま終戦を迎えた。

#### 新聞
日刊紙だけでも十紙以上が発行されていた（後、読売新聞社が経営、日刊各紙は読売に統合後、読売系樺太新聞となる）。代表的な日刊紙は、樺太日日新聞、樺太時事新聞、樺太毎日新聞、真岡毎日新聞、恵須取毎日新聞である。

#### ラジオ放送
1936年（昭和11年）、豊原での試験放送が人気を得て、1941年（昭和16年）、日本放送協会（NHK）は豊原放送局を開設。

#### 銭湯
島民の証言によると、豊原には数軒以上の銭湯があった。

#### 交通
稚内桟橋駅から大泊港駅まで、稚泊連絡船で約8時間。

#### 遺骨
熊笹峠には、樺太の戦いにおけるソ連軍の南進を阻止し、同軍に北海道侵攻を断念させた日本の将兵の遺骨が今も眠っている。

#### 摂政宮裕仁親王の行啓
1925年（大正14年）8月、皇太子裕仁親王（当時は摂政、後の昭和天皇）が、樺太に行啓した。
御召艦は戦艦長門であり、高松宮宣仁親王及び久邇宮家の朝融王（当時、皇太子妃良子女王の実兄で皇太子の義兄）も同乗した。

#### 樺太犬
樺太犬は日本固有種であり、きわめて飼い主に忠実である。南極物語に登場するタロとジロがそうである。

#### カラフトマス（樺太鱒）
カラフトマスは、鮭の缶詰の原料として利用されている。

#### マリモ
樺太の富内村には湖沼が多数存在し、マリモが多く生息し北海道のものとは種類が異なるため、樺太天然記念物として指定されている。

#### フレップ
フレップ（コケモモ）と呼ばれる直径約1cm程度の木の実があり、ジャムなどにもなる。フレップとは、アイヌ語で、「赤い物」という意味である。

#### 競馬
日本時代の南樺太では6月から9月の間、競馬が盛んにおこなわれていた。1931年(昭和6年)には大小20か所の競馬場があり、その中で8か所が1932年（昭和7年）に樺太競馬規則による公認競馬場に認可された。

### 北樺太（北サハリン）
北緯50度線以北を指す北樺太はニヴフの居住地で、東岸のロモウ川流域にはウィルタも分布する。樺太・千島交換条約以来のロシア領であり（条約以前は領有未確定で日露混合居住地）、ロシア帝国時代は沿海州に属した。ソビエト連邦成立当初はシベリア出兵時発生した尼港事件を受け、1920年7月から1925年5月15日の約5年間日本のサガレン州派遣軍による保障占領下にあった。1925年（大正14年）に日ソ国交樹立で日本軍が撤退するとハバロフスク地方に編入され、その後はサハリン州に属し、ロシア連邦となった現在も引き続きサハリン州に属している。主な都市はオハやアレクサンドロフスク・サハリンスキー（日本名：オッチシ・落石、アイヌ語由来。ニヴフ名:イドイー）である。オハ油田、サハリンプロジェクト（サハリン1、サハリン2）が代表的な石油産業である。

## 自然
冷温帯気候に属する。北端のオハでは植物の生長期間が97日と極端に短い。全島面積の75%は森林であり、かつては北はエゾマツ、南にはトドマツ中心の原生林が広っていた。南樺太を日本が領有した際には、パルプの原料として大規模伐採を行ったほか、病虫害（カラフトマツカレハ）の発生、山火事により森林資源は減少。ソ連が実効支配した後もパルプ工場は稼働し、森林の伐採は続いたことから、森林の減少は続いたとみられる。

## 歴史

### 初期の歴史
中国、朝鮮の古書（山海経、海東諸国記）には、いずれも「日本の北（又は領域）は黒龍江口に起こる。」と記載。
氷河時代には、樺太島は大陸とつながっていた。新石器時代から樺太島には人々が住んでいた。3世紀から13世紀にかけて、エホツク海岸一帯にオホーツク文化が存在し、現在の北海道、樺太島、千島列島南部に分布していた。この文明は、コリャーク人やニフフ人と関連があり、北海道の続縄文文化や擦文文化とは異なる。この時期には、アイヌ人が樺太島の南部で、オロッコ人が中部で、ニヴフ人が北部で生活していた。中国の古代文献によれば、ホジェン族やオロチョン族を代表とするツングース系民族がこの島に住んでおり、主に狩猟と漁労で生計を立てていたとされている。
唐の時代には、中国人はカムチャツカ半島と千島列島を発見し、カムチャツカ半島と千島列島を航行していた。唐の玄宗の開元十三年（西暦725年）、唐朝はハバロフスク（伯力）に黒水府を設置し、黒水軍を配置し、黒水靺鞨の地域に効果的な行政支配を行い、現在のカムチャツカ半島と千島列島を探検した。『新唐書・北狄伝』には、「黑水西北又有思慕部、益北行十日得郡利部、東北行十日得窟說部、亦號屈設、稍東南行十日得莫曳皆部」と記されている。
唐の時代において樺太島は靺鞨の窟説部に属し、「窟説」や「屈説」といった言葉が同島の中国語名である「庫頁」の語源となった。　当時に靺鞨の勢力が強力であったため、窟説は直接唐に朝貢するのではなく、靺鞨に属していた。また、流鬼国は唐に朝貢し、その王子の可也余志も唐朝の都である長安に訪れ、唐朝の冊封を受け、可也余志には唐朝から騎都尉の官職が授与された。流鬼国はおそらくカムチャツカ半島のエホツク文化の一部族であったと考えられている。史料によれば、流鬼国の使者は「三訳而来朝貢」し、まず窟説部が流鬼国の言葉を窟説部の言葉に訳し、次に黒水靺鞨が自らの言葉に翻訳し、最後に中国語に訳されたとされている。
また、飛鳥時代の斉明天皇のころ行われた蝦夷征討・粛慎討伐の際、阿倍比羅夫が交戦した幣賄弁島は樺太との説 もある。樺太は南北に長いため、アイヌの居住地である南樺太と、ニヴフの居住地である北樺太で分けて記述する。

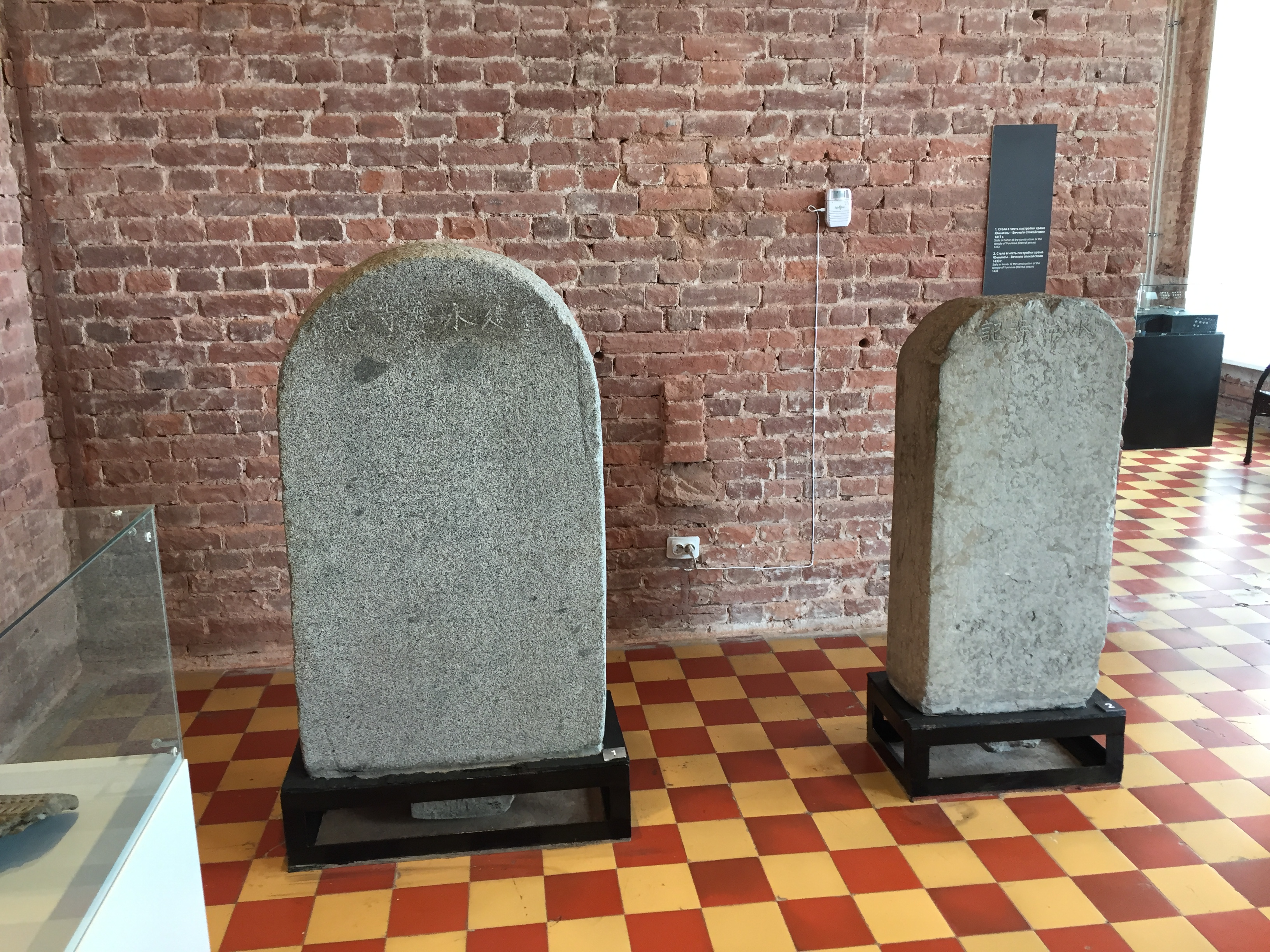
ロシアのウラジオストクにおけるアルセニエフ博物館に所蔵されている永寧寺碑と重建永寧寺碑

15世紀初、明は北伐し黒龍江の下流地域に進出したため、女真族の各部族が明に服属し始めた。1410年、同島の東に位置する駑烈河流域のオロッコ人の族長が率先して明に朝貢し、その地に兀烈河衛を設置した。1411年に明は外満洲の特林に奴爾干都指揮使司を設け、外満洲の女真諸部族をなだめるためのものだった。1412年、北部近海に住むニヴフ人の族長も朝貢し、その地に囊哈児衛を設置した。1428年に中部の波羅奈河流域のオロッコ人の族長も朝貢し、その地に波羅河衛を設けた。これら三つの衛はすべて奴爾干都指揮使司に属していた。明は黒龍江下流地域や樺太島などを効果的に管理するため、太監の亦失哈を派遣した。彼が奴爾干地域を巡回し、永寧寺を建立しながら、この地域の事務を記録している永寧寺碑も建った。亦失哈は1413年には樺太島を再び視察した。1430年、明宣宗は都指揮の康旺、王肇舟、佟答敕哈らを奴爾干都指揮使司に派遣し軍民を慰撫した。奴爾干都指揮使司は宣徳9年（1434年）に正式に廃止された。その後、三つの衛は明に朝貢しなくなった。

### 清朝の統治

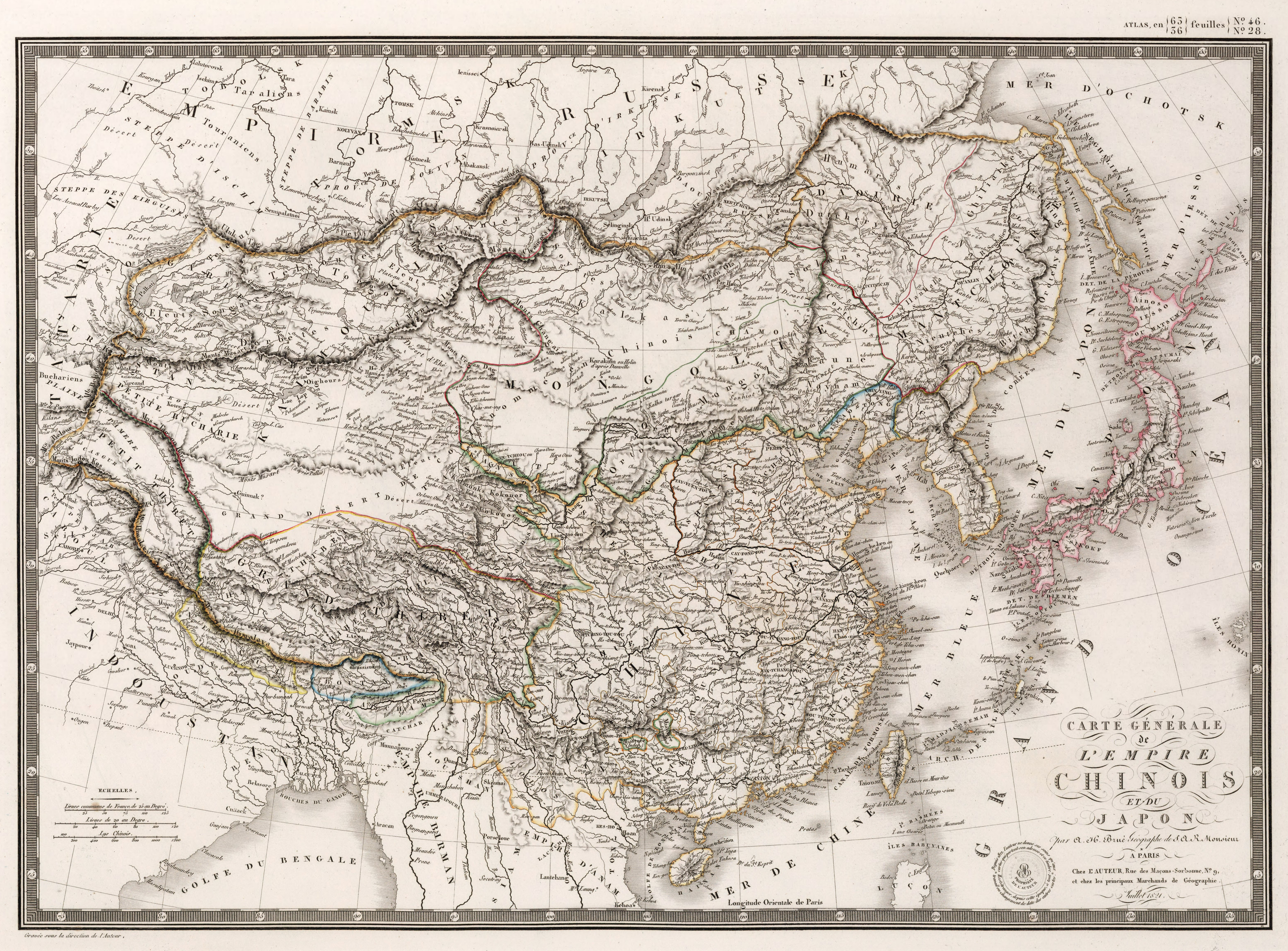
樺太が清帝国の一部であることを示す1821年のフランスの地図

1616年に、魏源の『聖武記』によると「太祖遣兵四百收瀕海散各部、其島居負險者刳小舟二百往取、庫頁內附、歲貢貂皮、設姓長、鄉長子弟以統之」との記述がある。清朝が建国した後、樺太島（中国語名は庫頁島）は最初に寧古塔副都統の管理下に置かれ、1715年以降、三姓副都統の統轄となった。島の住民は毎年、黑龍江の下流の普祿郷まで赴き、清朝に貂皮などを献上しなければならなかった。
1689年に清朝とロシア帝国は『ネルチンスク条約』を締結し、スタノヴォイ山脈以南を中国の領土と規定したが、当時のロシア人は樺太島の存在を知らなかった。1709年に康熙帝は三人のイエズス会の修道士を全国地図を測量するために派遣し、彼らは一つの大きな島が存在することを知った。翌年、満洲人で構成された第二の測量隊が間宮海峡を横断して樺太島に到達した。满洲文の地図では、樺太島は正式に「ᠰᠠᡥᠠᠯᡳᠶᠠᠨ
 ᡠᠯᠠ
 ᠠᠩᡤᠠ
 ᡥᠠᡩᠠ」（sahaliyan ula angga hada）と名付けられ、「黒江の口先」という意味である。雍正十年（1732年）、清朝は三姓副都統衙門を設立し、「海島に居住する庫頁フェヤカ人が貂皮を献上する場合、三姓副都統衙門の兵士が派遣され、約束の地で貂皮を収集する。約束の場所に来ない場合は、兵士に島に来るように命じ、貂皮を収集する」（居住海島之庫頁費雅喀人貢貂、則由三姓副都統衙門派出官兵、前往約定之奇集噶珊收集貢貂並頒賞烏林。如不前來約定之地、則令官兵尋入海島、喚起前來、徵收貂皮並頒賞烏林）と規定され、同年には「海島に住む特門赫圖舎などの庫頁フェヤカ人146戸を招撫し、貂皮を進上するように命じた」（招撫居住於海島上特門赫圖舍等處庫頁費雅喀人146戶、令其貢貂）。さらに、清朝は「薩爾罕錐」と呼ばれる旗人の娘が地元の部族と結婚することで連絡を強化するようになった。結婚の条件は高く、皇帝の直接の承認が必要であった。男性は贈り物を用意しなければならず、通常は貂皮304枚とさまざまな色のキツネの毛皮が必要であった。清朝も豊富な持参金を用意し、主に衣類であったが、「牛二頭，犁、鏵、犁碗各一對」といった農業具も持参金に含まれていた。
1738年から1739年にかけて、日本航路を探検したロシアの中尉シュパンベルクはアイヌ族から樺太島の存在を知った。1742年にロシア人探検家シェリティンクは樺太島のほぼ全体の東海岸を探検し、ロシアは遠東地域で樺太島の重要性に気づき始めた。1783年から1787年にかけて、フランスの航海家ラ・ペルーズは黒龍江口と樺太島を調査し、その中で宗谷海峡を発見した。1785年、江戸幕府は山口鉄五郎ら5人とその側近らを派遣し、千島列島と樺太島を二方向から測量し、「樺太島北部は清国に属する」と結論付けた。

### 南樺太の歴史
古代以前は南部に進出した続縄文人や、日本書紀上の粛慎（みしわせ）に比定されるオホーツク文化人などが存在し、鎌倉時代以降はアイヌ民族や和人が進出、北東部（幌内川の流域）には、アイヌ民族が「オロッコ」と呼んだウィルタ民族や、「ニクブン」と呼んだ東岸のニヴフ民族（ニヴヒとも。）などの北方少数民族もいた。以下は、南樺太中心の出来事。

#### 古代から中世
- 660年（斉明天皇6年）3月 - 阿倍比羅夫、『日本書紀』に記される粛慎（みしわせ）を討つ。比羅夫は、粛慎に攻められた渡嶋の蝦夷に大河のほとりで助けを求められ、幣賄弁島まで追って粛慎と戦う。能登馬身龍が戦死するもこれを破る。
- 平安時代以降、樺太産の鷲羽や海獣皮が安倍氏や奥州藤原氏など奥羽の豪族の手を経て全国に流通するようになる[25]。このころ、アイヌと文化・遺伝的に直接的な繋がりが強い擦文文化人が南樺太に展開したとも言われる。
- 1217年（建保5年） - この年、北条義時が陸奥守となる。年代は不詳であるが、これ以後の義時執権在職時のいずれかの時点で、奥羽や夷島の蝦夷の押さえのために中世に安藤水軍を擁した安藤太が津軽に配される（蝦夷沙汰職・蝦夷代官）。蝦夷代官は鎌倉幕府の政務のひとつである「東夷成敗」を担い[26][27]、十三湊を拠点に北方貿易や流刑者の管理を通じて蝦夷を統括していたとみられる（『諏訪大明神絵詞』『廻船式目』『十三往来』）[28][29][30][31][32]。蝦夷社会の争乱時、安藤氏は津軽海峡を越え出兵していた[33]。10世紀前後以降に擦文文化が進出しアイヌ文化に転換したとする見解のほか、この頃（13世紀前半）、アイヌが樺太に進出したとする説もある[34]。樺太各地からは、和人社会から流入する鉄鍋の影響を受けた内耳土器なども出土しており、アイヌ文化が確立してゆく過程を伺う貴重な資料となっている。
- 1295年（永仁3年） - 日蓮宗の僧日持が樺太へ渡り、本斗郡の好仁村白主と本斗町阿幸に上陸し、布教活動を行ったと伝わる[35]。その後、樺太西岸をさらに北上。
- 1336年-1392年（南北朝時代）の具足（甲冑）が樺太から出土している。
- 室町時代以降、安藤水軍は関東御免船として日本海北部を中心にかなり広範囲に活動。蝦夷社会に和産物を供給し、蝦夷産品を大量に仕入れ和人社会に出荷した。
- 1394年～1428年（応永年間） - 北海の夷狄動乱。室町幕府、安東氏を幕府直属に取り立て蝦夷の争乱を鎮圧。このころ、津軽十三湊・安藤氏が「日乃本将軍」を名乗り始める。
- 1428年（応永35年/正長元年）までに、北緯50度線に近い樺太東岸の幌内川流域の先住民（ウィルタ）首長が明と外交関係（羈縻政策も参照）を結び、波羅河（ポロホー）衛の指揮官の称号を授与され朝貢。影響する範囲は不明だが、近隣の新問郡域や敷香郡域にタライカ人（多来加アイヌ）の祖先が居住していた。
- 1435年（永享7年） - 大陸では奴児干都司が廃止され、波羅河衛（幌内川流域）の先住民は明への朝貢交易から解放される。ただし、交易自体は15世紀後半にかけおこなわれた。
- 1485年（文明17年） - 樺太アイヌの乙名が、蝦夷管領・安東氏の代官武田信広（松前家の祖）にウイマム[注釈 3] し銅雀台瓦硯を献じ配下となる（『福山秘府』）。

#### 近世
- 1593年（文禄2年） - 豊臣秀吉は松前慶広に朱印状を発給。その中で、先住民であるアイヌの保護を行うとともに、諸国から集まる人々を取り締まり、従来どおりこれらから税を取り立てる権利（知行）を認めた [36]。以降、名実ともに安東氏から独立。
- 1603年（慶長8年） - 松前藩によって宗谷に利尻・礼文・樺太を司さどる役宅が置かれた。
- 1604年（慶長9年） - 徳川家康は松前慶広に黒印状を発給。その中で、松前藩に蝦夷（アイヌ）に対する交易独占権を認めていた。
- 1635年（寛永12年） - 松前藩の松前公広が村上掃部左衛門を樺太巡察に派遣し、ウッシャムに至る。
- 1644年（寛永21年） - 江戸幕府が松前藩から提出の所領地図を基に作成した「正保御国絵図」に、樺太が北海道の北の大きな島として記載されている。
- 1679年（延宝7年） - 松前藩の穴陣屋が久春古丹（大泊郡大泊町楠渓）に設けられ、日本の漁場としての開拓が始まる。
- 1685年（貞享2年） - 樺太は松前藩家臣の知行地として開かれたソウヤ場所に含まれた。
- 1700年（元禄13年） - 松前藩は樺太を含む蝦夷地の地名を記した松前島郷帳を作成し、幕府に提出。
- 1715年（正徳5年） - 幕府に対し、松前藩主は「十州島、唐太（樺太）、チュプカ諸島、勘察加」は松前藩領と報告。
- 1742年（寛保2年）以降 - 樺太アイヌが山丹人やスメレンクルから略奪をはたらき、報復される（『北夷分界余話』）。以降19世紀初頭まで、北樺太周辺に住む樺太アイヌの乙名の一部に、直接大陸に渡る者もいた。
- 1752年（宝暦2年） - ソウヤ場所から樺太場所が分立。
- 1787年（天明7年） - フランス海軍の軍人ラ・ペルーズが2隻のフリゲート艦で樺太西岸を探検。
- 1790年（寛政2年）
  - 樺太南端の本斗郡好仁村白主に松前藩が商場を設置、幕府は勤番所を置く。藩の出先機関の機能も兼ね備えた運上屋では、撫育政策としてオムシャなども行われた。
  - 松前藩士高橋清左衛門、東岸の中知床岬（長浜郡知床村）および西岸のライチシカ（久春内郡三浜村来知志）北方のコタン（鵜城郡鵜城村古丹）まで踏査（『村山家文書』）[37]。
  - 村山兵右衛門、樺太場所を請負う。
- 1792年（寛政4年） - 最上徳内、樺太西岸のクシュンナイ（久春内郡久春内村）まで調査（『蝦夷草紙』）。
- 1798年（寛政10年） - 東蝦夷地（北海道太平洋岸および北方領土や得撫郡域）が公議御料（幕府直轄領）となり、東蝦夷地のアイヌ人の宗門人別改帳（戸籍）が作成される。
- 1801年（享和元年） - 中村意積は東岸のナイブツ（栄浜郡栄浜村内淵）まで、高橋一貫は西岸のショウヤ岬（名好郡西柵丹村北宗谷）まで踏査（『唐太雑記』）。
- 1806年（文化3年） - 日本との通商を拒否されたニコライ・レザノフの部下のロシア海軍士官らが、報復のためアイヌの子供をはじめ数名を拉致し久春古丹など数か所を焼き討ちにする（文化露寇、1806-1807年）。弁天社[38] の鳥居に真鍮でできた板を取り付け「樺太の占領」「先住民はロシアに服従した」と意味する内容が記された。
- 1807年（文化4年） - ロシア海軍士官らが択捉島、礼文島などとともに留多加を襲撃する。警固のため幕府が秋田藩・弘前藩・仙台藩・会津藩など奥羽諸藩に蝦夷地への出兵を命じる。西蝦夷地（唐子エゾ居住地である北海道日本海岸・オホーツク海岸・樺太）も公議御料とし、以降樺太アイヌを含む全蝦夷地のアイヌ人の宗門人別改帳（戸籍）が作成されるようになる。ただし、ロシア帝国政府は文化露寇に不関与であり、1813年（文化10年）イルクーツク県知事トレスキンとオホーツク長官ミニツキーの釈明書を松前奉行に提出・謝罪し事件は解決した。

以下に幕府が把握した北蝦夷地（樺太）のアイヌ人の人口と、明治政府が把握した樺太人員の本籍人口をまとめる。
| 西暦（元号）            | 人口  |
| ----------------------- | ----- |
| 1804年（文化元年）      | 2,100 |
| 1822年（文政5年）       | 2,571 |
| 1839年（天保10年）      | 2,606 |
| 1854年（安政元年）      | 2,669 |
| 1873年（明治6年）1月1日 | 2,358 |
| 1875年（明治8年）1月1日 | 2,374 |
- 1808年（文化5年） - 江戸幕府が、最上徳内、松田伝十郎、間宮林蔵を相次いで派遣。
- 1809年(文化6年)
  - 同年、西蝦夷地から分立し名称が北蝦夷地となる。松田伝十郎が樺太アイヌ住民の債務問題解決に貢献[39] した。また、山丹貿易を幕府公認とし、アイヌを事実上日本人として扱った。以降、山丹交易は幕府直営となり、山丹人が江戸幕府に対し朝貢するようになる。
  - 栖原角兵衛（信義）、伊達林右衛門と共同で北蝦夷地(樺太)場所を請け負う[40]。幕命により樺太・久春古丹(大泊郡大泊町楠渓)と宗谷の間に500 石以上の帆船2艘を就航させ、松前と陸奥三厩の間にも定期航路を開設。南樺太で漁場48箇所を経営[41] し、島内に7ヶ所の通行屋（即ち旅宿所）を設け交通の便を計る。
- 1821年（文政4年） - 幕府、全蝦夷地を松前藩に返還する。
- 1846年（弘化3年） - 松浦武四郎が草履取・運平と名乗り、はじめて渡樺。北蝦夷地勤務を下命された藩医・西川春庵に随行（『鈴木重尚 松浦武四郎 唐太日記』）。

#### 幕末から明治初期
- 1853年（嘉永6年）
  - 同年秋、ネヴェリスコイ海軍大佐は久春古丹にムラヴィヨフ哨所（砦）を築き、国旗を掲揚し一方的に樺太全島の領有を宣言。哨所を築いた場所に日本人の倉庫があったのでこの建物を接収した。
  - ロシア使節プチャーチン、国境交渉と通商を求め長崎に来航。日本全権筒井肥前守・川路聖謨と交渉したが決裂。北緯50度線分割案も検討されたが、日本の行政（オムシャや宗門人別改帳も参照）が及ぶ地域（西岸は北緯50°より少し北のホロコタン（幌渓、露名:ピレオ。樺太西岸におけるアイヌ居住地北限。）以南、東岸は北緯48.5°のフヌプ（元泊郡元泊村班伸）以南）は日本領、それより北もロシアの支配が及ばない無主地として国境交渉。当時、南樺太の住民は大部分が南部の日本人（アイヌ及び和人）、北東部（幌内川流域）のウィルタやニヴフのみ。[42]。
- 1854年（嘉永7年）
  - 千島列島、全樺太島やカムチャッカ半島までも明記した「改正蝦夷全図」なる（加陽・豊島 毅作）
  - 5月18日 - クリミア戦争の影響を受け、ロシア船4隻が来航しわずか8か月ほどで駐留のロシア兵を撤収してクシュンコタン（久春古丹）を去った。
- 1854年（安政元年）
  - 6月12日、目付堀利照・勘定吟味役村垣範正らが北蝦夷地クシュンコタンに渡海、西は来知志湖近くのライチシカまで、東はオハコタン(栄浜郡白縫村箱田)まで調査。このとき普請役間宮鉄次郎は東海岸タライカ(敷香郡敷香町多来加)まで、支配勘定・上川侍次郎西海岸の北緯50度のすぐ北のホロコタン(幌渓、露名ピリポ)まで、松前藩士今井八九郎はニヴフ居住地・北樺太ナッコ(ラッカ)まで調査。
  - 日露和親条約により、日露国境を樺太島上で定めず是までの仕来りによること（国境は未確定のまま棚上げ先送り）を決定した[43]。
- 安政年間（1854 年～1860年）から明治初期にかけて、安房勝山藩、小浜藩、黒羽藩、烏山藩、笠間藩、加納藩の各藩もタライカ湾の静香川(敷香郡敷香町)近辺に警固の拠点を構えた。東岸でフヌプより北に居住するアイヌ（タライカ人）は60名で、多来加湾岸は東岸におけるアイヌ居住地北限であるが、特に多来加湖周辺ではニヴフやウィルタと混住していた。
- 1855年（安政2年） - 樺太を含む蝦夷地は再び公議御料（幕府直轄領）となり、秋田藩が白主と久春古丹に陣屋を築き警固を行った。また、この年以降番人を足軽に取立て武装化し冬季も警固した。
- 1856年（安政3年）
  - 幕府、樺太東岸の中知床岬（長浜郡外知床村）以北および西岸のノタサン（野田郡野田町）以北を樺太直捌場所とした。箱館奉行所の支配組頭・向山源太夫が5～8月に樺太の調査のため訪れている。このとき松浦武四郎も同行（『北蝦夷餘誌』）。
  - 箱館奉行、鳥井権之助を北蝦夷地差配人に任命[44]。
- 1857年（安政4年）
  - 越後出身の蝦夷地御用方・松川弁之助が東岸・東冨藍（トンナイ）領のオチョポカ（富内郡富内村落帆）に漁場（ぎょば）を開拓する。
  - 越後国蒲原郡井栗村の大工職の平次郎の妻よつ、樺太で身内が亡くなり輪在領ワアレ（栄浜郡白縫村輪荒）まで一人で旅した[45]。
  - 佐藤広右エ門、東海岸のマアヌイと西海岸の久春内に取締所と番屋（漁舎）、東海岸の東冨藍領オチョポッカや栄浜領の魯礼にも会所（運上屋）を建て漁場の経営に当った。
  - 7月 - ロタノスケ率いるロシア軍がナヨロ（泊居郡名寄村）に上陸しクシニンナイに移動、クスナイスキー哨所を建設したが日本の警護が固く8月1日撤退。
  - 安政3年4年(1856・57)頃、幕府の施設でクシュンコタンに大砲4基が設置された台場1カ所が存在。陸上交通について、西岸は「通行屋」5カ所、「小休所」3カ所、ナヤス(名好郡名好村)以北のみに「露宿」あり。亜庭湾岸は「通行屋」8カ所と、「小休所」3カ所。東岸は「通行屋」5カ所と、「小休所」5カ所。
- 1858年（安政5年）
  - 幕府は大野藩主土井利忠に北蝦夷地警固と開拓を命じた（大野藩準領ウショロ（鵜城）場所）。ウショロ場所には、名好郡やホロコタン（幌渓、露名:ピレオ）も含まれた。同年、クシュンナイ周辺が箱館奉行石狩役所の直捌場所となった（石狩御直場所）。
  - 10代目・山田文右衛門（清富）が差配人並に任じられ、栄浜領のシュシュウシナイ(栄浜郡栄浜村栄浜)など東海岸に数か所の漁場を開いた。
  - 米屋喜代作(慶応二年以降の佐野孫右衛門)等も東冨藍領イヌヌシナイ(栄浜郡栄浜村犬主)やマクンコタン(元泊郡帆寄村馬群潭)に漁場を開いた。
  - マーヌイ(栄浜郡白縫村真縫)にマヌエ哨所を建設。少数のロシア兵が定住し、はじめて日露両国人の部分的な雑居状態が生じる。
- 1859年（安政6年）7月26日 - ムラヴィヨフは、自ら軍艦7隻を率いて品川に来航。樺太全土は露領と威嚇、主張したが、虎ノ門天徳寺における江戸幕府とムラヴィヨフの会談の席上、幕府は外国事務掛遠藤胤統、酒井忠毘を通してこれを完全に退けた。
- 1860年（万延元年）
  - 樺太南部の警固は仙台・会津・秋田・庄内の4藩となる。
  - 佐藤広右衛門、中知床岬北東海岸に漁場7カ所を開く（皆別領）。
- 1862年 （文久2年）
  - 安房勝山藩、藩士渡辺隆之助を派遣、東岸のシスカ（敷香郡敷香町）に漁場を開設。
  - 勤番所、クシュンコタン、シラヌシ、西トンナイ（真岡郡真岡町）、ワーレ（栄浜郡白縫村輪荒）、クシュンナイの5ケ所となる。
- 1863年（文久3年） - 樺太南部の警固は仙台・秋田・庄内の3藩となる。
- 1865年（慶応元年） - ロシア軍艦が久春内に来航し、大砲二門を揚陸し強引に哨所を築く。
- 1866年（慶応2年）
  - 2月 - 久春内幕吏拘束事件
  - 9月 - ロシア兵はナイブチ(内淵)川（栄浜郡栄浜村内淵）川口近くに小屋を建てた。
  - 10月 - 樺太国境画定交渉の幕府遺露使節団14名が、サンクトペテルブルクに派遣された。正使は外国奉行小出秀実、副使は石川利政、団員に山川浩、橋本悌蔵[46] など。[注釈 4]
  - 12月12日 - フランス、プロシアなどを経由した使節団がサンクトペテルブルクに到着。皇帝アレクサンドル2世に謁見。
- 1867年（慶応3年）
  - 幕府使節団とロシア側で、1月2日から2月7日まで8回の交渉が行われるも正式合意に至らず、2月25日に樺太島仮規則調印。樺太全島を日露雑居地[47] とされた。以降、ロシアは軍隊を増派して、北緯48度以南や日本の本拠地である樺太南端・亜庭湾岸までの軍事的制圧に着手。
  - 5月 - 使節団が日本へ帰国。
  - 6月 - 栖原角兵衛（寧幹）は樺太漁業出稼を命ぜられる。同年12月樺太東海岸漁業出稼を命ぜられ、栖原家が経営した漁場は58か所に及んだ。
- 1868年（慶応4年）
  - 4月12日 - 箱館裁判所(間4月24日に箱館府と改称)の管轄となった。
  - 6月末 - 岡本監輔、箱館府の行政官としてクシュンコタン(大泊郡大泊町楠渓)に着任し公議所を置くとともに、島内8ヶ所に出張所を設置し官員を派遣。
  - 同年、神仏分離令が出される。
- 1869年（明治2年） - 開拓使を設立し、西・東・北蝦夷地全体（館藩を含まない）が開拓使の直轄領となった。のちに館藩・西蝦夷地・東蝦夷地は北海道と改称され、令制国と郡が設置された。北蝦夷地は樺太と改称されたが、国郡が設置されていなかった。[48]この年からロシアは囚人を送り込み始める。
- 1870年（明治3年）2月13日 - 樺太開拓使が開拓使から分離して、久春古丹に開設される。
- 1871年（明治4年）8月7日 - 樺太開拓使を閉鎖し、開拓使に再度統合する。
- 1872年（明治5年）
  - 壬申戸籍編製。アイヌは旧百姓身分だったため平民となった。羅卒(巡査)を樺太に派遣。
  - 8月9日（9月23日）、散髪脱刀令公布。文明開化の一環。
  - 旧暦12月2日（1872年12月31日）、天保暦からグレゴリオ暦に改暦。
- 1873年（明治6年） - ロシア兵が破壊活動や消火活動妨害を行った函泊（大泊郡大泊町山下）出火事件を受け、羅卒を増員。
- 1875年(明治8年)
  - 2月13日、平民苗字必称義務令公布。文明開化の一環。

#### 全島のロシア領期
- 1875年（明治8年）5月7日 - 樺太・千島交換条約締結により樺太島全島がロシア領となる。
- 1890年（明治23年） - 作家のアントン・チェーホフが、流刑地となっていた樺太を現地調査。大泊に上陸し、その周辺を訪れた。主に漁業を営む現地の日本人島民とも交流。日本への渡航も企てるが失敗。後に報告記「サハリン島」を執筆する。
- 1905年（明治38年）7月 - 日露戦争末期、日本軍が樺太島に侵攻・攻略、全域を制圧（樺太の戦い (1905年)）。山辺安之助ら地元アイヌと日本軍が協力し索敵、ロシア軍残党の掃討をおこなった。

#### 南部の日本領期
- 1905年（明治38年）9月5日 - 日露戦争勝利後のポーツマス条約締結により、北緯50度以南の樺太島（南樺太）が日本に帰属。行政機関として樺太民政署が設置される。
- 1906年（明治39年）12月 - 大泊（コルサコフ）-豊原(ウラジミロフカ）間に軍用軽便鉄道を開業(翌年より一般営業)[49]
- 1907年（明治40年）4月1日
  - 樺太庁官制（明治40年3月15日勅令第33号）により、樺太民政署を発展的解消して樺太庁発足。
  - 樺太ニ施行スヘキ法令ニ關スル法律（明治40年法律第25号）施行[50][51]。内地の法律が勅令により施行され、台湾・朝鮮と異なり、樺太（南樺太）では委任立法の制度は認められずなかった。そのため、特定の事項については勅令で特別の定めをすることができることとし、樺太の実情に適合しない不都合を緩和する方策が採られた[52]。また、司法ニ関スル法律ヲ樺太ニ施行スルノ件（明治40年勅令第94号）により、裁判所構成法、民法、商法が樺太に施行され内地と同一の制度になっていた。
  - 樺太鉱業令公布[49]

- 1908年（明治41年）
  - 1月 ‐ 樺太庁鉄道事務所開設[49]

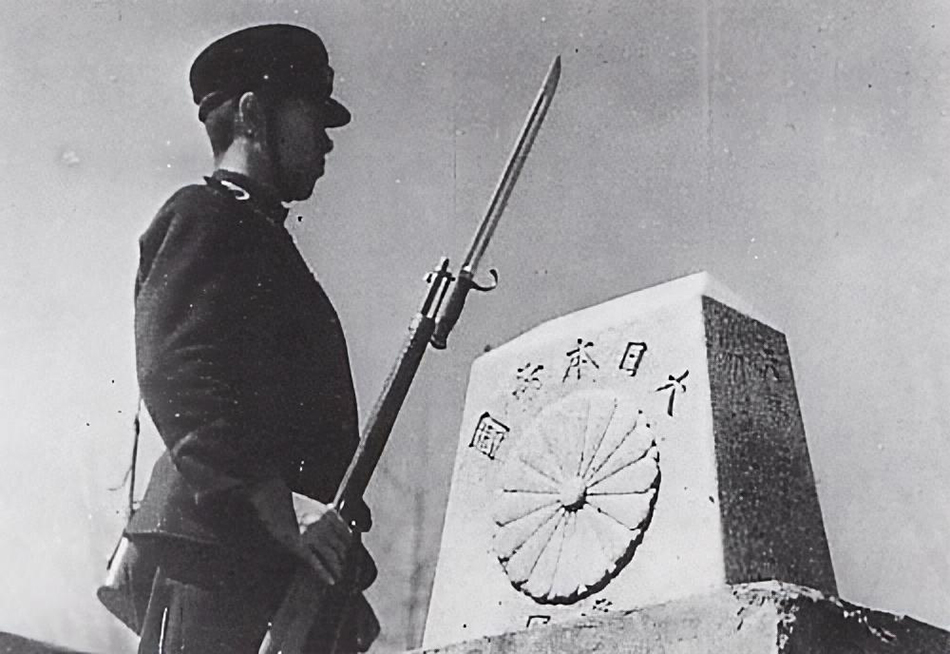
北緯50度の国境標識と、警備にあたる日本の国境警察隊員。1913年（大正2年）から1939年（昭和14年）まで南樺太に日本軍部隊は常駐せず、国境警察隊だけが警備を担当していた。

  - 3月31日 - 内務省告示にて、地名を日本語式漢字表記に変更[53]。
  - 7月6日 - 函館～樺太間の航路が赤字を理由に廃止になる[54]。
- 1909年（明治42年）樺太庁令で、「部落総代規定」を制定。主要83部落（集落）に町村長に相当する総代を置き、行政事務をおこなうこととした。
- 1911年（明治44年） - 三井合名会社が樺太国有林の伐採権を得る。三井は2年前より森林調査隊を組織して全島調査していた。
- 1911年（明治44年）12月 - 大泊-栄浜間の普通鉄道開業[49]
- 1912年（明治45年）2月 - 島内資源保護のため「樺太国有森林原野産物特別処分令」公布。原料の売り払いを受ける者は樺太に工場を有するか建設する者のみとする[49]
- 1913年（大正2年） - 樺太守備隊廃止。以降、国境警察隊が国境警備を担当。
- 1914年（大正3年）11月 - 三井が大泊に島内初のパルプ工場を開業[49]
- 1915年（大正4年）5月 ‐ 大川平三郎が樺太工業開業。
- 1915年（大正4年）6月26日 - 勅令第101号樺太ノ郡町村編制ニ関スル件により、17郡4町58村が設置される。
- 1916年（大正4年）4月 ‐ 小池国三が日本科学紙業の落合工場を開業。
- 1918年（大正7年） - 共通法（大正7年法律第39号）（大正7年4月17日施行）1条2項で、樺太を内地に含むと規定[55] された。これは前述のように、すでに民法が樺太について、適用されていたため、内地扱いとしたものである。
- 1920年（大正9年）
  - 5月1日、大正9年勅令第124号（樺太ニ施行スル法律ノ特例ニ関スル件）[56] 公布。それまで樺太に、内地の法律を適用する際に、個別に規定していた地方的又は種族法的な性質を有する特例を統合して規定した。なおこの勅令は、大正15年12月25日勅令第357号による改正で題名が、樺太施行法律特例となった。
- 1922年（大正11年）
  - 4月1日 - 「樺太ノ地方制度ニ関スル法律」（大正10年4月8日法律第47号）と、その細則「樺太町村制」（大正11年1月23日勅令第8号）が施行。
  - 「部落総代規定」廃止。
- 1923年（大正12年）
  - 5月1日 - 稚泊連絡船就航。
  - 8月2日 - 7日 - 詩人・作家の宮沢賢治が、樺太を訪れる。大泊に上陸し、栄浜に向かう。帰路、豊原に立ち寄る。

- 1924年（大正13年） 

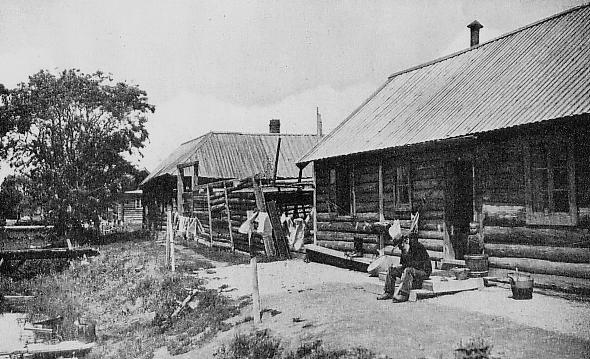
樺太の残留ロシア人集落
1930年（昭和5年）頃

  - 7月27日 - 大泊港と小樽港を結ぶ連絡船が能登呂岬沖合で沈没。196人が死亡[57]。
  - 8月1日 - 徴兵制度が樺太に施行（徴兵令ヲ樺太ニ施行スルノ件（大正13年5月19日勅令第125号））。
- 1925年（大正14年） - 樺太行啓
- 1928年（昭和3年）9月 ‐ 東西横断鉄道開通。
- 1929年（昭和4年）
  - 拓務省の設置に伴い、樺太庁がこれに編入される。
  - 3月26日 - 樺太町村制が公示され、町村に自治制が敷かれる。
- 1937年（昭和12年）7月1日 - 樺太市制により、豊原町が市制施行する。
- 1938年（昭和13年）1月3日 - 女優・岡田嘉子、脚本家・杉本良吉とともに樺太国境を越境し北樺太に亡命。スパイ容疑でソ連当局に逮捕され、杉本は銃殺された（大粛清）。
- 1939年（昭和14年）
  - 特別な理由なく樺太国境に近づくこと等を禁じた国境取締法を制定。
  - 5月23日 - 上敷香に樺太混成旅団が新設された。

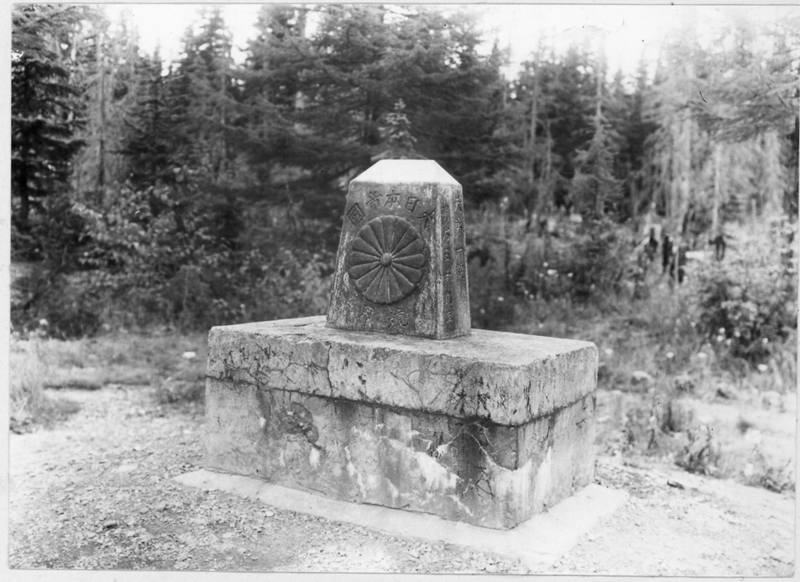
国境に設置された天第一號（日本側）
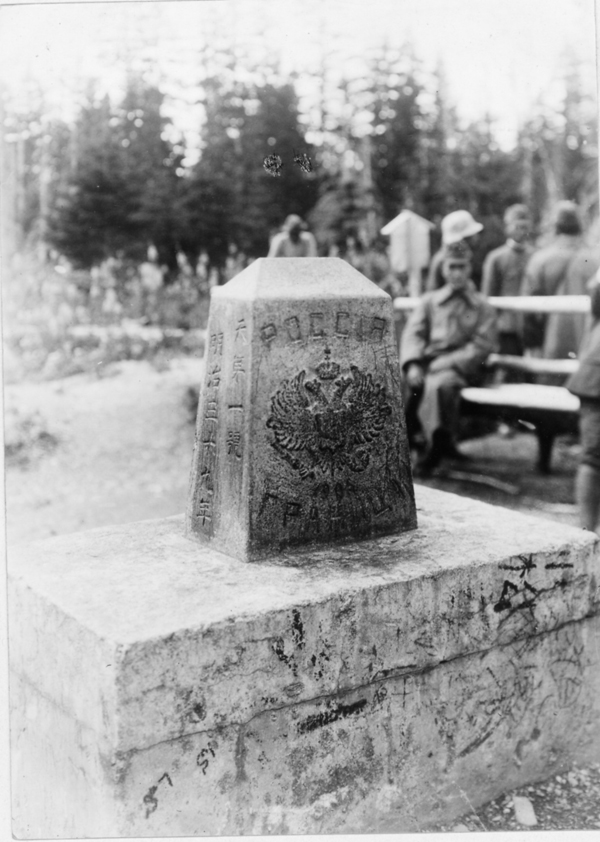
国境に設置された天第一號（ソ連側）

#### 内地時代

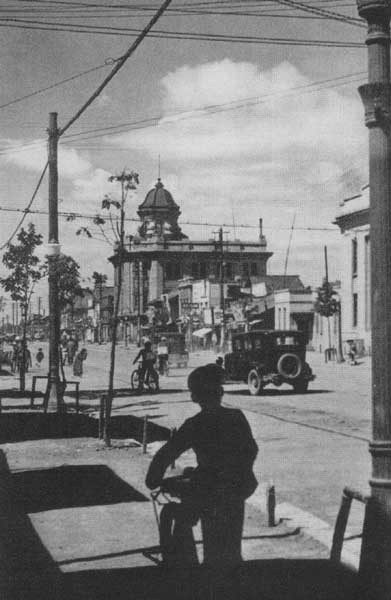
1930年代（内地編入前）の豊原市中心部（真岡通り）の風景。

- 1942年（昭和17年）11月1日 - 拓務省の廃止と大東亜省の設置に伴い樺太庁が内務省へ移管される。
- 1943年（昭和18年）
  - 4月1日 - 明治四十年法律第二十五号廃止法律（昭和18年3月27日法律第85号）により、樺太ニ施行スヘキ法令ニ関スル件が廃止され、樺太は完全に内地へ編入された。ただし、廃止法律の附則で、それまでの勅令による特例はなお効力を有するとされたため、樺太施行法律特例（大正9年勅令第124号）は廃止されずそのまま有効とされた。北海道とともに北海地方[注釈 5] に含まれた。
  - 11月 - 豊原市を中心とした南部の防衛を任務とする第30警備隊を新設。
- 1944年（昭和19年）3月30日 - モスクワにて「北サガレンニ於ケル日本国ノ石油及石炭利権ノ移譲ニ関スル議定書」が署名調印（同時に日ソ漁業協定の延長に関する議定書も調印）。同年4月7日に条約として公布される[58]。
- 1945年（昭和20年）
  - 2月28日 - 樺太混成旅団を基幹に、歩兵第306連隊（第30警備隊改編）と迫撃砲1個大隊を加えて、豊原にて第88師団が編成された。
  - 4月以降に日銀豊原事務所開設。
  - 6月15日 - 豊原海軍武官府開庁。
  - 8月9日 - ソビエト連邦が日ソ中立条約を一方的に破棄して侵略開始（ソ連対日参戦、樺太の戦い (1945年)。本土最後の地上戦の開始[59]。）
  - 8月20日 - 真岡郵便電信局事件が起こる。
  - 8月20日 - 樺太刑務所から撤退護送が行われる。同月23日には第2回の撤退護送が成功[60]。
  - 8月22日 - 三船殉難事件が起こる。
  - 8月24日 - 稚泊連絡船運行休止。
  - 8月25日 - 赤軍が樺太全島を占領する（本土最後の地上戦の終結）。民間人の死者は三船殉難を含め3,500-3,700人と推定されるが、正確な人数は不明[61][出典無効]。
  - 9月20日 - 樺太刑務所がソビエト軍に接収。軍に逮捕された憲兵、特務機関員、裁判所検事局高官らの拘禁が行われる。

#### 日本統治時代の樺太（南樺太）の人口変遷
| 調査年月日                 | 人口    | 出典         |
| -------------------------- | ------- | ------------ |
| 1908年（明治41年）12月31日 | 26,393  | 樺太庁統計書 |
| 1913年（大正2年）12月31日  | 44,356  | 樺太庁統計書 |
| 1918年（大正7年）12月31日  | 79,795  | 樺太庁統計書 |
| 1920年（大正9年）10月1日   | 105,899 | 国勢調査     |
| 1925年（大正14年）10月1日  | 203,754 | 国勢調査     |
| 1930年（昭和5年）10月1日   | 295,196 | 国勢調査     |
| 1935年（昭和10年）10月1日  | 331,943 | 国勢調査     |
| 1940年（昭和15年）10月1日  | 414,891 | 国勢調査     |
| 1944年（昭和19年）2月22日  | 391,825 | 人口調査     |

ただし、極寒の樺太では夏と冬では人口が違い、冬には避寒のため北海道や以南に戻る者が多く人口が減り、翌夏にはまた増える。例としては明治44年では夏の人口は57000人だが冬には36725人に減っている。

#### 戦後の樺太
- 1945年（昭和20年）9月17日 - 南サハリン・クリル列島住民管理局が設置され、樺太庁はその監督下に置かれた。
- 1946年1月 - 連合国軍最高司令官総司令部 (GHQ) より日本政府に対しSCAPIN-677が通達され、日本の政治的・行政的権限の行使の中止が指令される。
- 1946年2月2日 - 1945年9月20日まで遡り南サハリン州が設置され、北方四島や千島列島とともに南樺太も管轄した。
- 1947年1月2日 - ソ連は、樺太全島と北方四島および千島列島からなるサハリン州を設置。
- 1949年6月1日 - 国家行政組織法が施行される。これをもって日本の国内法的に樺太庁が廃止される。
- 1952年4月28日 - ソ連が調印・批准を拒否した日本国との平和条約(サンフランシスコ講和条約)が発効。
- 1965年9月15日 - ソ連船バイカル号で8世帯35人が横浜港へ帰国。1959年以来6年ぶりの引揚者[63]。
- 1989年 - ソ連のミハイル・ゴルバチョフ政権による緊張緩和により外国人の立ち入りが許可される。
- 1991年12月25日 - ソ連解体に伴いロシア連邦がサハリン州を継承。
- 2001年 - 日本がユジノサハリンスクに総領事館を開設。
- 2009年2月28日、麻生太郎首相が総理大臣として戦後初めて樺太を訪問。ユジノサハリンスクでメドヴェージェフ大統領と日露首脳会談を行い、同大統領と共にLNG工場の稼動式典に出席した。

##### 1945年8月〜9月の朝鮮人虐殺事件
1945年8月15日から9月初旬にかけて、当時日本領であった南樺太（現サハリン南部）各地で、日本人による朝鮮人の虐殺事件が複数発生していたことが、2025年に新たに公開された旧ソ連当局の捜査資料から明らかとなった。これらの事件は、日ソ中立条約破棄後のソ連対日参戦に伴う南樺太への侵攻（8月11日開始）と約2週間の地上戦の混乱下で発生したものである。日本人が朝鮮人に対し、ソ連のスパイであるとの容疑をかけるなどして殺害が行われたとされる。
これまで知られていた上敷香事件（1945年8月17日、警察署内で18人殺害）や瑞穂事件（同年8月20〜25日頃、村人27人殺害）に加え、今回新たに、鵜城（現オルロウォ）での事件や、散頃（現ネルピチェ）での事件が判明した。鵜城では8月15日、ソ連軍の空襲中に信号を送ったとする容疑をかけられた朝鮮人男性が日本軍兵士8人に銃殺され、その後日本人27人によって銃剣で刺され多数の刺創が確認された。散頃では8月15日、義勇隊に所属する朝鮮人男性が武装要求を理由に銃殺され、さらに9月初旬には武器隠匿場所をソ連軍に通報する恐れがあるとされた朝鮮人男性が銃殺された。
これらの事件はソ連当局によって捜査され、日本人関係者への聴取や遺体の捜索が行われたと記録されている。北海道大学の井上紘一名誉教授（文化人類学）は、資料はソ連当局の視点で作成されており日本側・朝鮮側の視点が欠けている可能性があるとしつつ、当時の軍国主義的状況下で朝鮮人住民への暴力が発生した背景を指摘している。

### 北樺太の歴史
古代以前は日本書紀上の粛慎（みしわせ）とされるオホーツク文化人などが存在し、鎌倉時代以降は、ニヴフ民族（ニヴヒとも。アイヌ民族は西岸を「スメレンクル」、東岸を「ニクブン」と呼んだ）、アイヌ民族が「オロッコ」と呼んだ東部（ロモウ川の流域）のウィルタ民族、などの北方少数民族もいた。以下は北樺太中心の出来事。

#### 古代から中世
- 640年（舒明天皇12年） - 「流鬼国」（オホーツク文化人？）が唐に入貢。
- 762年（天平宝字6年）12月1日 - 陸奥国（陸前国）の国府・多賀城に修造された多賀城碑に「去靺鞨（まっかつ）国界三千里（1,600km）」と記される。ちなみに、多賀城碑からの直線距離は、間宮海峡最狭部（黒龍水道）で約1,530km、それより北の黒龍江河口付近で約1,600kmである。
- 1264年（文永元年） - 冊封体制下にあった吉里迷（ギレミ、吉烈滅）が、「骨嵬（クイ）や亦里于（イリウ）が毎年のように侵入してくる」と訴えたため、蒙古帝国（1271年から元）が3000人の軍勢を樺太に派兵し、南に住む住民の「骨嵬」を攻撃。このころ、蝦夷社会が不安定化し、安東五郎が討伐軍を率い津軽海峡を渡海したが討死したという記録（日蓮遺文『種種御振舞御書』）があり、対蒙古戦闘説もある。
- 1284年（弘安7年）- 1286年（弘安9年） - 元、聶古帯（ニクタイ）を征東招討司に任じ、大規模な骨嵬征伐が20年ぶりに実行される。1285年（弘安8年）は兵一万人、1286年には兵一万人と船1,000艘を派遣（『元史』）。派兵の規模の目安として、関連項目の元寇も参照されたい。
- 1295年（永仁3年） - 日持が南樺太から北上し、オッチシ（落石、ニヴフ名はイドイー）から、日蓮宗の布教活動のため大陸渡航したとされる。
- 1297年（永仁5年）7月 - 王不廉古（ユプレンク）に率いられた骨嵬（樺太アイヌ）が間宮海峡の対岸・大陸の黒龍江を遡上して払里河というところで元と交戦（『元文類』）。この戦いについては諸説あり、榎森進は無理があると指摘する[65] 一方、海保嶺夫は、水軍をはじめ対抗可能な軍事力を擁する蝦夷沙汰職・蝦夷代官安藤氏が、蝦夷（樺太アイヌ）を動員して組織的に元と戦ったという説を唱えた[66]。
- 1308年（徳治3年/延慶元年） - 吉里迷を仲介として、骨嵬が毛皮の貢納を条件提示し元朝への和議・帰順を申し入れ事実上の和睦が成立、交易するようになった。以降、40年以上に及んだ骨嵬と元朝の戦いは終了。このとき、安藤氏は停戦派と戦闘継続派が対立、のちの安藤氏の乱に繋がったとする説もある。
- 1368年（南朝:正平23年、北朝:応安元年） - 元が中国大陸の支配権を失い北走、大陸・満洲方面を巡って新興の明を交えての戦乱と混乱が続き、間宮海峡を挟んで対峙する樺太への干渉は霧消する。
- 室町時代以降、安藤水軍は関東御免船として日本海北部を中心にかなり広範囲に活動。大陸との交易もおこなった。
- 1411年（応永18年） - 明は進出した大陸の黒龍江（アムール川）下流域、外満洲のティルに羈縻政策を司る奴児干都司設置。周辺諸民族と外交関係を結ぶ際、樺太北部3箇所の先住民首長にも名目的に羈縻衛所指揮官の称号を付与[67]。これを介し南樺太以南に住むタライカ人（アイヌ民族）とも交易する。
  - 1410年（応永17年） - 北樺太東岸ロモウ川流域の先住民（ウィルタ）首長が明に朝貢、兀列河（ウリエホー）衛の指揮官の称号を授与される。
  - 1412年（応永19年） - 北樺太西岸リャングルの先住民（ニヴフ）首長が明に朝貢、嚢哈児（ナンハル）衛の指揮官の称号を授与される。
  - 1428年（応永35年/正長元年）までに、樺太東岸中部幌内川流域の先住民（ウィルタ）首長が明に朝貢、波羅河（ポロホー）衛の指揮官の称号を授与される。
- 1435年（永享7年） - 奴児干都司が廃止され、樺太北部3衛の先住民は明への朝貢交易から解放される。ただし、ロモウ川流域と幌内川流域は、15世紀後半まで大陸と交易をおこなった。

#### 近世

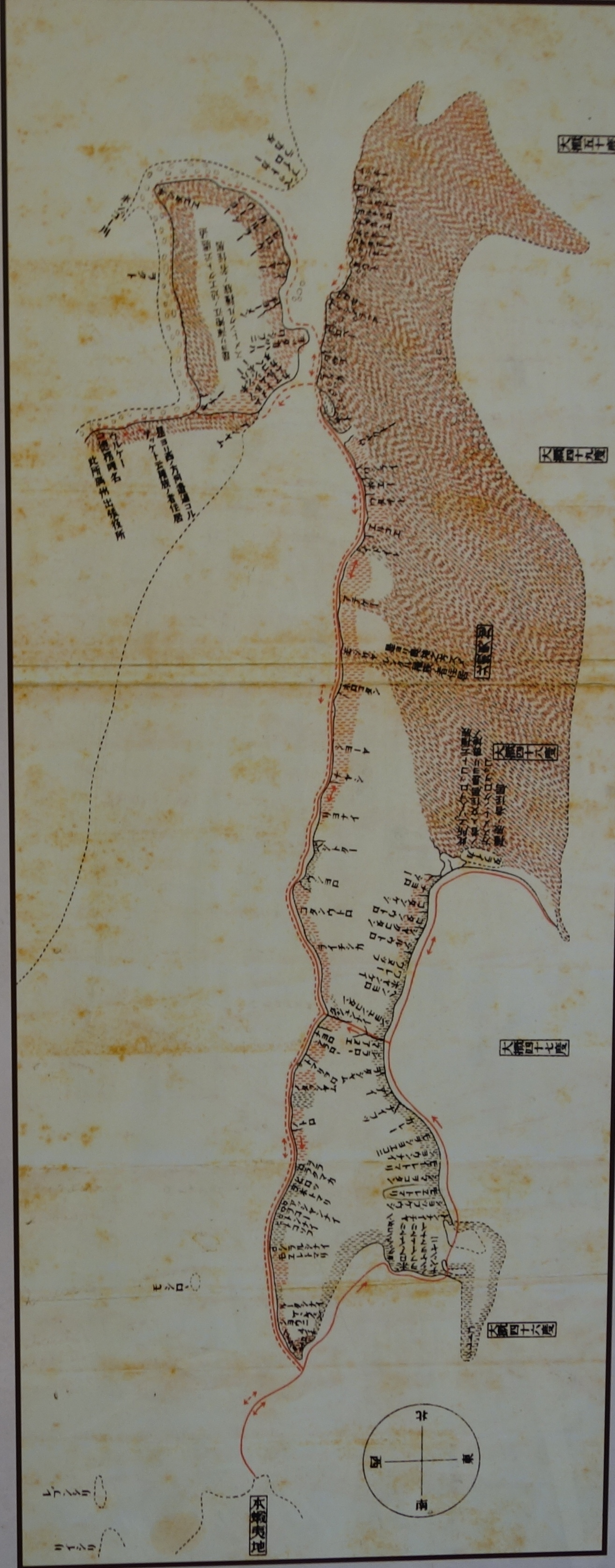
1810年に間宮林蔵が作成したサハリン（樺太）の地図

- 1709年（宝永6年） - 清の皇帝が3人のイエズス会修道士に命じて清国版図測量中に、満州語でサハリャン・ウラ・アンガ・ハダ（黒竜江河口対岸の峯、の意）と呼んだ。
- 1808年（文化5年） - 江戸幕府が、最上徳内、松田伝十郎、間宮林蔵を相次いで派遣。松田伝十郎は間宮海峡に面する樺太最西端ラッカ岬（北緯52度）に「大日本国国境」の国境標を建て間宮海峡を大陸との国境とした（『北夷談』）[68][69]。関連項目の多賀城碑も参照。
- 1809年(文化6年)
  - 間宮林蔵は樺太が島であることを確認（『東韃地方紀行』）[70][71][72]。
- 1848年（嘉永元年） - ロシアの東シベリア総督ムラヴィヨフは海軍軍人ゲンナジー・ネヴェリスコイに黒龍江河口部および樺太沿岸の調査を依頼。間宮海峡を初めて船舶で通過した。

#### 幕末から明治初期
- 1853年（嘉永6年）
  - ロシアが、北樺太北端クエグト岬に露国旗を掲げ、領有を宣言。同年秋、ネヴェリスコイ海軍大佐は一方的に樺太全島の領有を宣言。
  - ロシア使節プチャーチン、国境交渉と通商を求め長崎に来航。日本全権筒井肥前守・川路聖謨と交渉したが決裂。北緯50度線分割案も検討されたが、日本の行政（オムシャや宗門人別改帳も参照）が及ぶ地域（西岸は北緯50°より少し北のホロコタン（幌渓、露名:ピレオ。樺太西岸におけるアイヌ居住地北限。）以南、東岸は北緯48.5°のフヌプ（元泊郡元泊村班伸）以南）は日本領、それより北もロシアの支配が及ばない無主地として国境交渉。当時、北樺太の住民はアイヌによって西岸はスメレンクル、東岸はニクブンと呼ばれたニヴフのほか、東岸の幌内川とロモウ川の流域に住むウィルタ、西岸最南部・ホロコタンに少数の日本人（アイヌ及び和人）のみ。間宮海峡対岸の外満洲でさえ清国領であり、ロシア領ではなかった[42]。
- 1854年（安政元年）
  - 6月、支配勘定・上川侍次郎西海岸の北緯50度のすぐ北のホロコタン(幌渓、露名ピリポ)まで、松前藩士今井八九郎はニヴフ居住地・北樺太ナッコ(ラッカ)まで調査。
  - 日露和親条約により、日露国境を樺太島上で定めず是までの仕来りによること（国境は未確定のまま棚上げ先送り）を決定した[43]。
- 1854年（嘉永7年）
  - 千島列島、全樺太島やカムチャッカ半島までも明記した「改正蝦夷全図」なる（加陽・豊島 毅作）
- 1856年（安政3年）
  - 同年、海軍大尉N.M.チハチョーフがニヴフ居住地・北樺太西海岸の土衣にドウーエ哨所を建設。
- 1858年（安政5年）
  - 当時、樺太に居住するロシア人はニヴフ居住地の北樺太西岸・オッチシ（落石、露名:アレクサンドロフ・サハリンスキー）に12名のみである。
- 1865年（慶応元年） - 岡本監輔が、樺太最北端ガオト岬（北緯55度）に至り、「大日本領」と記した標柱を建てる。
- 1867年（慶応3年） - 幕府使節団とロシア側で、1月2日から2月7日まで8回の交渉が行われるも正式合意に至らず、2月25日に樺太島仮規則調印。樺太全島を日露雑居地[47] とされた。

#### ロシア領期

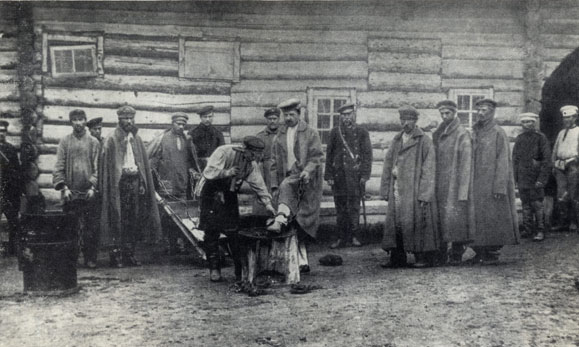
1880年代の樺太へのロシアの流刑者。

- 1875年（明治8年）5月7日 - 樺太・千島交換条約締結により樺太島全島がロシア領となる。
- 1890年（明治23年） - 作家のアントン・チェーホフが、流刑地となっていた樺太を現地調査。亜港に上陸し周辺住民を調査。後に報告記「サハリン島」を執筆する。
- 1905年（明治38年）7月 - 日露戦争末期、日本軍が樺太島に侵攻・攻略、全域を開放（樺太の戦い (1905年)）。ポーツマス条約締結後、北樺太はロシアに引き渡し。
- 1920年（大正9年）
  - シベリア出兵の際尼港事件の発生を受け、7月、サガレン州派遣軍を派兵し北樺太を保障占領[73][74] する。
- 1925年（大正14年）5月15日 - 日ソ基本条約締結にともない北樺太から撤兵する。条約により北樺太の天然資源の利権を獲得（オハ油田も参照）。
- 1938年（昭和13年）1月3日 - 女優・岡田嘉子、脚本家・杉本良吉とともに樺太国境を越境し北樺太に亡命。スパイ容疑でソ連当局に逮捕され、杉本は銃殺された（大粛清）。

## 帰属の歴史

領土開発1875年から1945年：
1875年：樺太・千島交換条約
1905年：ポーツマス条約
1945年：第二次世界大戦の終わり

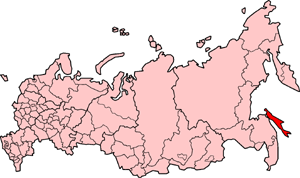
ロシアにおける樺太の位置

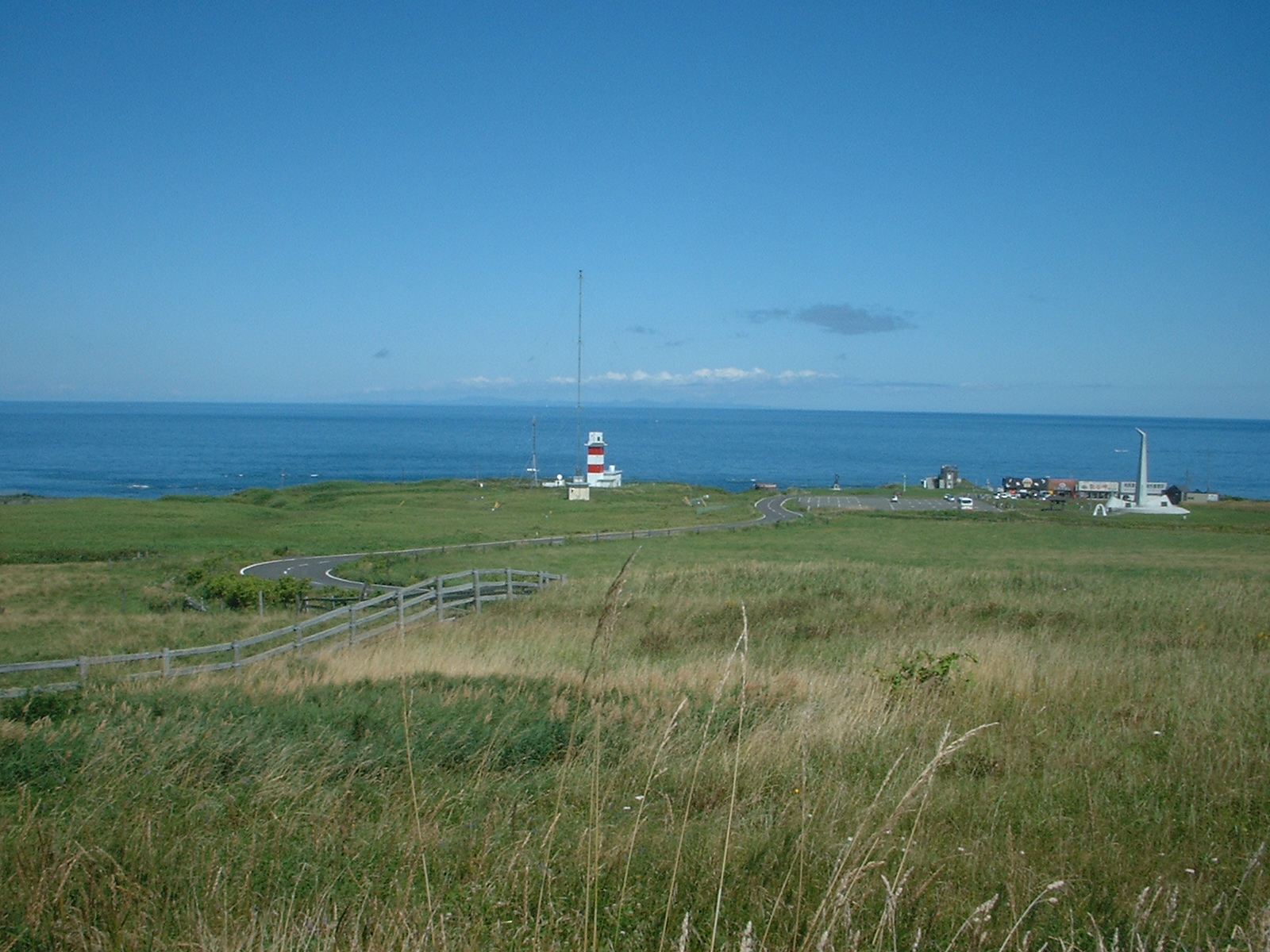
宗谷岬から樺太を望む。この写真ではぼんやりしているが、天候によってははっきり見えることもある。

幕末以来、日本とロシアの間で領有者が度々変遷した。
- 1855年 - 日露和親条約が締結され、樺太は「界を分たす 是まて仕来の通たるへし」と、国境は決定できなかった。それまで樺太にロシア人はいなかったが、これ以降樺太北部からロシア人が入植開始[注釈 6]。
- 1867年 - 樺太雑居条約が締結され、樺太全土が日露雑居地とされた。後に日本の統治が及ぶ樺太南部へもロシア人の入植が激化[注釈 7]。
- 1875年（明治8年） - 樺太・千島交換条約により、樺太全島はロシア領となった。
- 1904年（明治37年）2月8日 - 日露戦争が勃発した。
- 1905年（明治38年）6月 - アメリカ合衆国大統領・セオドア・ルーズベルトの講和勧告を日露両国が受諾表明するとともに、日本は同大統領の意見を受け樺太作戦を決定した。
  - 7月7日 - 樺太に侵攻、30日までに樺太全島を占領した。
  - 9月5日 - ポーツマス条約が調印され、北緯50度以南の樺太が日本領に復帰した。
- 1907年（明治40年） - 日本は樺太に樺太庁を設置。
- 1942年（昭和17年） - 「内地行政」への編入を行った。
- 1945年（昭和20年）
  - 8月9日 - それまで参戦していなかったソビエト連邦が一方的に日ソ中立条約を破棄、対日宣戦布告。
  - 8月11日 -  南樺太に侵攻（樺太の戦い）。
  - 8月14日 - 日本が正式にポツダム宣言を受諾し降伏。
  - 8月15日 - 局地戦を除き、停戦。
  - 9月2日 - 日本が降伏文書に調印、ダグラス・マッカーサーは一般命令第一号を発令し、樺太をソ連占領地とすることを命じた。
- 1946年（昭和21年）
  - 1月29日 - GHQの指令SCAPIN-677が日本政府に通達され、日本の行政権が停止される。
  - 2月2日 - ソ連は南樺太・千島列島を南サハリン州とし、一方的にこれをロシア共和国ハバロフスク地方に編入すると宣言した。
- 1952年（昭和27年） - サンフランシスコ講和（平和）条約が発効。同条約では樺太の放棄を明記されたが、引渡先の記載はない。また、ソビエト連邦（ソ連崩壊後の継承国家はロシア連邦）も同条約への署名・批准を拒否している。以降、日ロ両国間において今なお平和条約が締結されておらず、このため国際法上日ロ国境が未画定のままとなっている。その後の南樺太の帰属に対して、日本とロシアの見解に差異がある。

ソビエト連邦崩壊後、それを継承したロシア連邦がいまなお南樺太全体を実効支配している。

## 領土問題
樺太（50度線以南）について、日本では国際法上帰属が未確定であるとするゆえに、北方領土問題とともに取り上げられることも多い。

### 現在までの経緯
1945年（昭和20年）8月9日、ソビエト連邦が日ソ中立条約を一方的に破棄し対日参戦。これは1945年（昭和20年）2月、米英首脳がソ連に対してナチス・ドイツ降伏3カ月後に対日参戦することを条件に、南樺太と千島列島を引き渡すという密約を与えたヤルタ協定に基づいて行われたものである。8月11日より南樺太に侵攻を開始した。8月14日のポツダム宣言受諾後も、8月22日に知取町で日ソ停戦協定が成立するまでソ連は民間人に対しても攻撃を続けた。
1951年（昭和26年）9月8日に、日本政府は、北緯30度線以南の南西諸島、小笠原諸島、南樺太などの権利、権原及び請求権の放棄が明記されたサンフランシスコ講和条約を締結したが、引渡先は未記載である。そして、ソビエト連邦がサンフランシスコ講和条約への調印・批准を拒否し同条約の当事国でない為、条約の内容がソ連（後継のロシア連邦）に適用される訳ではなく、南樺太の領有権の帰属先は国際法上未定のままとなっている。

### サンフランシスコ講和条約締結国の見解
現在、日本は積極的な領土返還要求を行っていないものの、最終的な帰属は日ロ間の平和条約の締結など、将来の国際的解決手段に委ねられると主張している。さらに、日本政府は「仮に将来、何らかの国際的解決手段により南樺太の帰属が決定される場合には、日本としてその内容に応じて必要な措置」を取るとしている。そして、日本政府はヤルタ会談について、日本は参加していないためこれに拘束されず、ヤルタの秘密協定は主権侵害であり国際法違反だとしている。
また、冷戦下の1952年（昭和27年）3月20日に、サンフランシスコ講和（平和）条約の当事国であるアメリカ合衆国上院は、同年4月28日に発効するサンフランシスコ平和条約では、ソビエト連邦への南樺太の領土、権利、権益の引き渡しを決めたものではない、とする決議を行っている。
一方で、日本政府は、ロシアによる実効支配についてロシア以外のいかなる国の政府も領有権の主張を行っておらず、異議を唱える立場にはないとしている。この点が、いわゆる北方領土問題（北方地域）とは異なっている。

### 平和条約未締結国・ロシアの主張
ロシア側の立場は、ソ連はサンフランシスコ講和条約に調印しなかったが国際条約で領有権放棄が明記されており、さらに、ヤルタ会談を根拠として、南樺太と千島列島のソ連による占領とロシアの領有は戦争の結果であり、また既にソ連国内法により編入されている というものである。

### 中国（中華民国）の主張
蔣介石にまつわる記録文書をまとめた『蔣中正先生年譜長編』には、かつて中国で「国恥」教育が実施されたと記録されており、1933年に上海の世界輿地学社から発行され、中国で使用されていた小学校用の地理教科書『小学適用 本國新地圖』には、過去100年間に外国に奪われた中国の国土範囲を表した地図「中華国恥図」が掲載されており、中国を中心とした広大な地域を囲んだ黒の破線（「現在」の国境線）と、その上に引かれた太い赤線（「古い時代」の国境線）があり、赤線で囲んだ広大な範囲がすべて中国の領土であり、赤線と黒の破線に挟まれた領土の差を失ったことが、中国の「国の恥」だと訴えている。赤線は日本海の真ん中を通り、種子島・屋久島をかすめたところで東側に急カーブし、琉球諸島を範囲内に収めながら南下し、台湾、東沙諸島も囲って進み、フィリピンのパラワン島を抜けたところで、再び急にスールー諸島を取り囲むために東へ寄り、ここからボルネオ島北部のマレーシア、ブルネイ、マレーシアとシンガポールのあるマレー半島すべて、そしてインドのアンダマン諸島まで囲いこんでから北上し、ミャンマーの西側を通り、ネパールとインド国境を進み、タジキスタンとアフガニスタン、ウズベキスタンやカザフスタンまで含んだ赤線は、中露国境を通ってモンゴルへ向かう。そしてモンゴルもすべて領内としたうえ、樺太すべて、最後に朝鮮半島をまるごと収めて、環を閉じている。その領土がいつ、どのように失われたかという説明書きには、樺太は「俄佔 一七九〇年後喪失 日佔（ロシアが占領、1790年以後喪失、日本が占領）」とある。

## 樺太等在留邦人
樺太等に住んでいたが敗戦の混乱により帰国できなかった日本人。2018年現在では家族を含め275人が永住帰国を果たし、86人が樺太に、23人が旧ソ連圏に暮らしている。